# نروژ
نُروژ (به نروژی: Noreg یا Norge) تلفظ [ˈnɔ̂rɡə]  ( گوش دهید)؛ (نروژی نو: ) با نام رسمی پادشاهی نروژ (به نروژی: Kongeriket Noreg) کشوری نوردیک است که در شمال قاره اروپا قرار دارد و قلمروی آن بخش غربی شبه جزیره اسکاندیناوی، یان ماین و مجمع‌الجزایر سوالبارد در قطب شمال را دربرمی‌گیرد. شهر اُسلو، بزرگ‌ترین شهر و پایتخت کشور نروژ است.
پس از امضای معاهده اسپیتسبرگن (که با نام پیمان سوالبارد نیز شناخته می‌شود) در ۹ فوریهٔ ۱۹۲۰ (۱۹ بهمن ۱۲۹۸) تسلط مطلق و کامل نروژ بر مجمع‌الجزایر اسپیتسبرگن (که اکنون سوالبارد نامیده می‌شود) به رسمیت شناخته شد. جزیرهٔ پتر یکم در قطب جنوب و همچنین جزیره بووه در نزدیکی قطب جنوب قلمروهای وابسته به نروژ می‌باشند و به‌عنوان بخشی از پادشاهی محسوب نمی‌شوند. نروژ مدعی حاکمیت بر بخشی از قطب جنوب به نام سرزمین شهبانو ماود نیز می‌باشد. تا سال ۱۸۱۴ (۱۱۹۲) جزایر فارو، گرینلند و ایسلند بخشی از پادشاهی نروژ محسوب می‌شدند.
نروژ ۳۸۵٬۲۰۷ کیلومتر مربع وسعت دارد و جمعیت آن بالغ بر ۵٬۲۰۰٬۰۰۰ نفر می‌باشد. این کشور از شرق دارای یک نوار طولانی مرزی با سوئد بوده و همچنین از شمال شرق با فنلاند و روسیه و از جنوب با تنگهٔ اسکاژراک مرز مشترک دارد. سواحل نروژ طولانی است و به اقیانوس اطلس و دریای بارنتز متصل است.
نروژ کشوری با حکومت پادشاهی مشروطه است و هارالد پنجم از دودمان شولسویگ هولشتاین سوندربورگ گلوکسبورگ پادشاه نروژ است. یوناس گار استوره از سال ۲۰۲۱ نخست‌وزیر نروژ می‌باشد. بنا بر قانون اساسی مشروطه تدوین شده در سال ۱۸۱۴ (۱۱۹۲) قدرت در این کشور بین پارلمان، پادشاه و شورای پادشاهی و دادگاه عالی تقسیم شده است. بین سال‌های ۱۶۶۱ تا ۱۸۱۴ (۱۰۳۹ تا ۱۱۹۳) پادشاهی مطلقه بر نروژ حاکم بود و پیش از سال ۱۶۶۱ (۱۰۳۹) قدرت بین پادشاه و نخبگان تقسیم شده بود. پادشاهی نروژ که در سال ۸۷۲ (۲۵۱) از یکی پادشاهی‌های محلی پیتی (جوامع قبیله‌ای قدیمی در نروژ) نشأت گرفت، یکی از قدیمی‌ترین پادشاهی‌های اروپا و جهان است که همچنان پا بر جاست. این پادشاهی به مدت ۱۱۰۰ سال به صورت متوالی وجود داشته و بیش از شصت پادشاه و کنت بر آن حکم رانده‌اند.
تقسیمات اداری در نروژ در دو سطح شهرستان و شهرداری می‌باشد. مردمان سامی به وسیله پارلمان سامی و قانون فینمارک دارای مقدار معین خودمختاری در قلمروهای سنتی‌شان هستند. این کشور دارای روابط نزدیک با اتحادیه اروپا (با وجود شکست دو همه‌پرسی پیوستن نروژ به اتحادیه اروپا) و ایالات متحده آمریکا می‌باشد. نروژ یکی از اعضای بنیان‌گذار سازمان ملل متحد، ناتو، شورای اروپا، پیمان‌نامه جنوبگان، شورای نوردیک، منطقه اقتصادی اروپا، سازمان تجارت جهانی، سازمان همکاری اقتصادی و توسعه و همچنین بخشی از منطقه شنگن به‌شمار می‌آید.
این کشور دارای ذخایر بزرگ نفت خام، گاز طبیعی، معدن و آب شیرین است. صنایع پتروشیمی یک چهارم از تولید ناخالص داخلی نروژ را تشکیل می‌دهد. بر پایه فهرست بانک جهانی و صندوق بین‌المللی پول، نروژ چهارمین کشور دنیا از نظر درآمد سرانه می‌باشد. نروژ به نسبت جمعیت بزرگ‌ترین تولیدکننده غیر خاورمیانه‌ای نفت و گاز طبیعی جهان است. بین سال‌های ۲۰۰۱ تا ۲۰۰۶ و ۲۰۰۹ تا ۲۰۱۴ نروژ در صدر فهرست شاخص توسعه انسانی و همچنین در پنج سال گذشته در صدر فهرست شاخص رفاه لگتوم قرار داشته است.
حکومت نروژ از نوع پادشاهی مشروطه بوده و هم‌اکنون شاه هارالد پنجم پادشاه نروژ است. نروژ جزو اتحادیه اروپا نیست و مردم این کشور در همه‌پرسی‌های انجام شده عضویت در این اتحادیه را رد کرده‌اند.
براساس نتایج پژوهشی که در سال ۲۰۱۲ میلادی، دانشگاه کلمبیا در نیویورک انجام داد، نروژ از جمله کشورهایی است که راضی‌ترین شهروندان را دارد. وایکینگ‌ها مهم‌ترین اقوامی بودند که در نروژ سکونت داشتند.
طبق دفتر آمار نروژ در سال ۲۰۲۵، حدود ۲۷٫۰۰۰ ایرانی در کشور نروژ ساکن هستند که بیشترشان در شرق این کشور تمرکز دارند. حدود یک سوم ایرانیان نروژ ریشه در استان تهران دارند. اصلیت یک سوم دیگر ایرانیان مقیم نروژ به استانهای غربی کشور از جمله کرمانشاه، لُرستان، کُردستان، خوزستان و آذربایجان غربی برمیگردد. حدود یک پنجم شهروندان ایرانی که در نروژ زندگی می‌کنند، از استانهای فارس و بلوچستان‎‎‎ به این کشور مهاجرت کرده‌اند.

## تاریخ

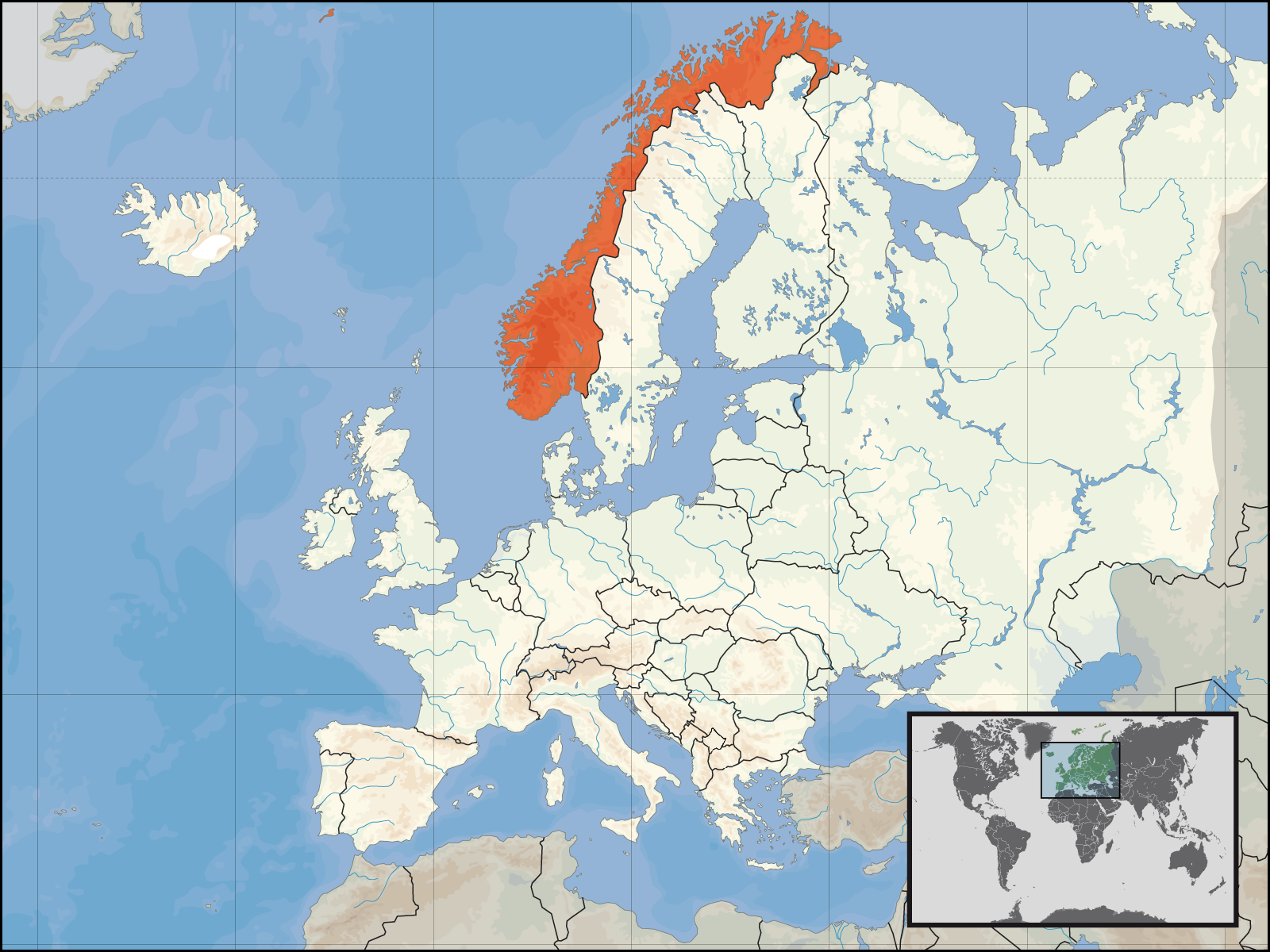

### از پیدایش تا سده هجدهم

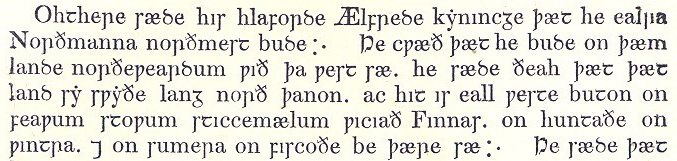
آغاز روایت اوهتر (به زبان انگلیسی باستان) ترجمه: «اوهتر به اربابش آلفرد پادشاه گفت که او از همه نروژی‌ها شمالی‌تر زندگی می‌کند...»

۱۸ هزار سال پیش، نروژ پوشیده از یخ بود. به تدریج هوا گرمتر شد، یخ‌ها ذوب شدند و نخستین گروه از انسان‌ها حدود ۱۱ هزار سال پیش در دوران نوسنگی از آلمان راهی این سرزمین شدند و پس از پیمودن نواحی پوشیده از یخ به اینجا رسیدند. با گذشت زمان، هوا گرم‌تر شد و جنگل‌ها رویش کردند. مردم به تدریج به کشاورزی و نگهداری از حیوانات اهلی پرداختند. در سال ۷۹۳، نروژی‌ها به صومعه‌ای که در جزیره لیندیس‌فارنه در شرق سواحل شمالی انگلستان واقع شده بود حمله کردند. برای نخستین بار، مردم منطقه شمال اروپا نقش مهمی در تاریخ اروپا ایفا کردند. سوئدی‌ها، دانمارکی‌ها و نروژی‌ها کشتی‌های خوبی داشتند و راهی سفرهای دریایی طولانی می‌شدند. آن‌ها را وایکینگ می‌نامیدند. آن‌ها تجارت می‌کردند، به چپاول می‌پرداختند، می‌جنگیدند و افرادی را برای بردگی به اسارت می‌گرفتند. وایکینگ‌ها آیین خاص خود و خدایان زیادی داشتند. بسیاری از وایکینگ‌ها نروژ را ترک کردند و در مناطق دیگر مستقر شدند.
نروژ از قدیمی‌ترین حکومت‌های پادشاهی اروپا به‌شمار می‌آید که هنوز هم به قوت خود باقی است. نخستین حکومت پادشاهی به سال ۹۹۴ میلادی و ورود وایکینگ‌ها به منطقهٔ فعلی نروژ برمی‌گردد که یک وایکینگ به نام اولاف تریکوانسون با پذیرفتن آیین مسیحیت خود را پادشاه نامید.
در سال ۱۳۴۹ شیوع طاعون زندگی مردم نروژ را به‌شدت دگرگون کرد و بین ۵۰ تا ۶۰ درصد از مردم این کشور را کشت. طاعون انحطاط اجتماعی و اقتصادی نروژ را سبب شد و بازماندگان این بیماری با فقر و تهیدستی مواجه شدند.
در سال ۱۳۹۷ میلادی، نروژ و دانمارک یک اتحادیه را تشکیل دادند که چهار سده پایدار ماند.

### سده نوزدهم

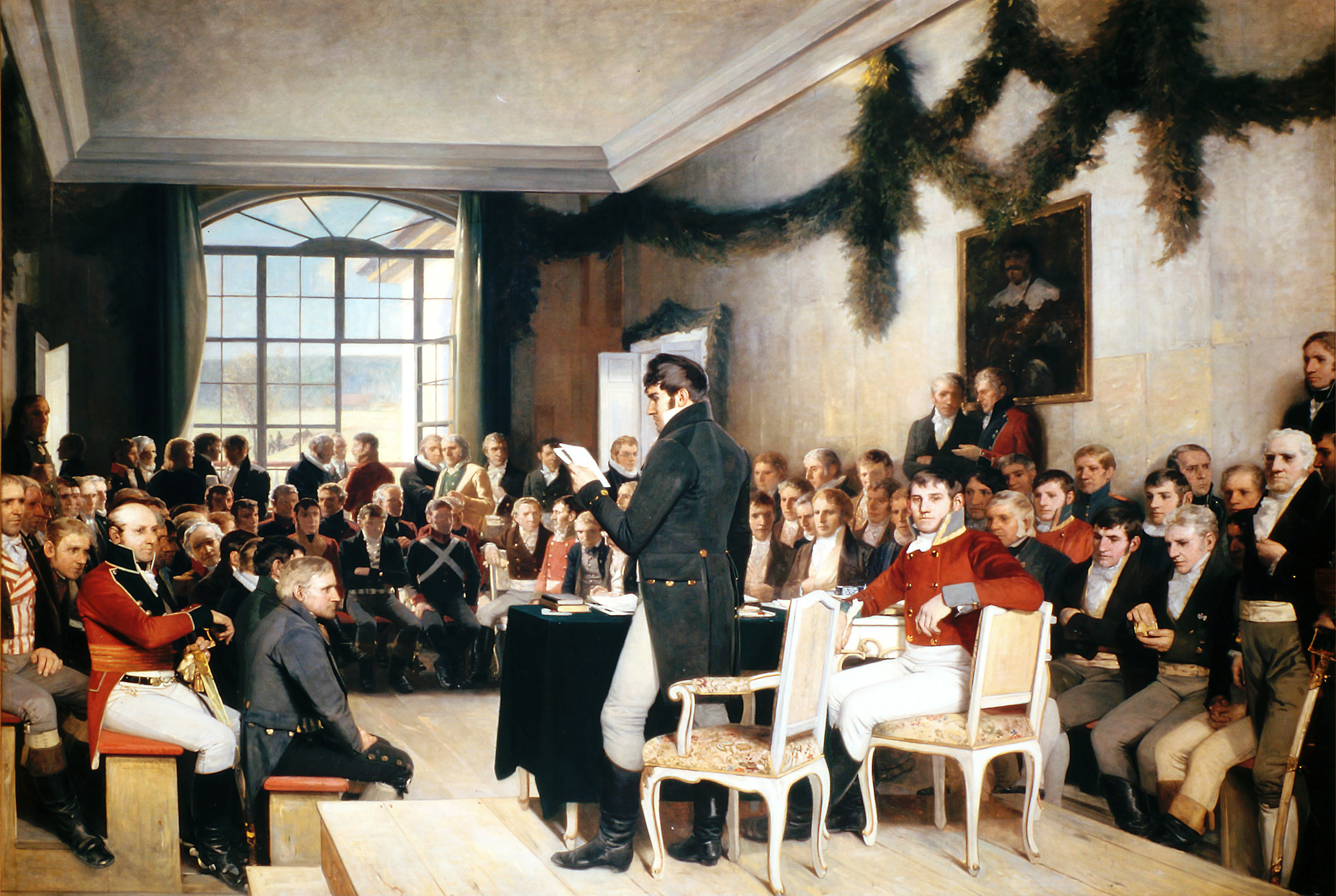
نقاشی اِیدزوُلد ۱۸۱۴، (سال تصویب قانون اساسی نروژ) مجلس ملی آن سال را نشان می‌دهد. این تصویر، بین سالهای ۱۸۸۲ تا ۱۸۸۵ توسط اُسکار ورگه لاند، نقاشی شده است و هنوز در سالن مجلس ملی نمایندگان نروژ بر دیوار است.

در سال ۱۸۱۴ در پایان جنگ‌های ناپلئونی، نروژ کوشید تا مجدداً خودمختار گردد ولی این کشور به زیر حکمرانی پادشاهان سوئدی درآمد. در همین زمان سوئد پیشنهاد ادغام نروژ در خاک خود را کرد ولی با مقاومت نروژ مواجه شد. سپس سوئد با یک حملهٔ برق‌آسا نروژ را اشغال نمود اما پذیرفت که نروژ کماکان قانون اساسی خود را حفظ کند. هرچند به پارلمان مجزای نروژ استقلال زیادی داده شد. رشد ملی‌گرایی در نروژ فشار بسیاری را بر اتحاد با سوئد وارد کرد. در ۱۹۰۵ - به‌دنبال رأی نروژیان مبنی بر لغو این اتحاد - اسکار دوم سوئد ادعای خود را بر تاج نروژ رها کرد تا جدایی صلح‌آمیز این کشور میسر شود. به دنبال رد پذیرش تخت سلطنت نروژ از سوی یک شاهزاده سوئدی با مراجعه به آراء عمومی پرنس کارل دانمارکی، با لقب هاکون هفتم، پادشاه نروژ شد.

### جنگ جهانی اول

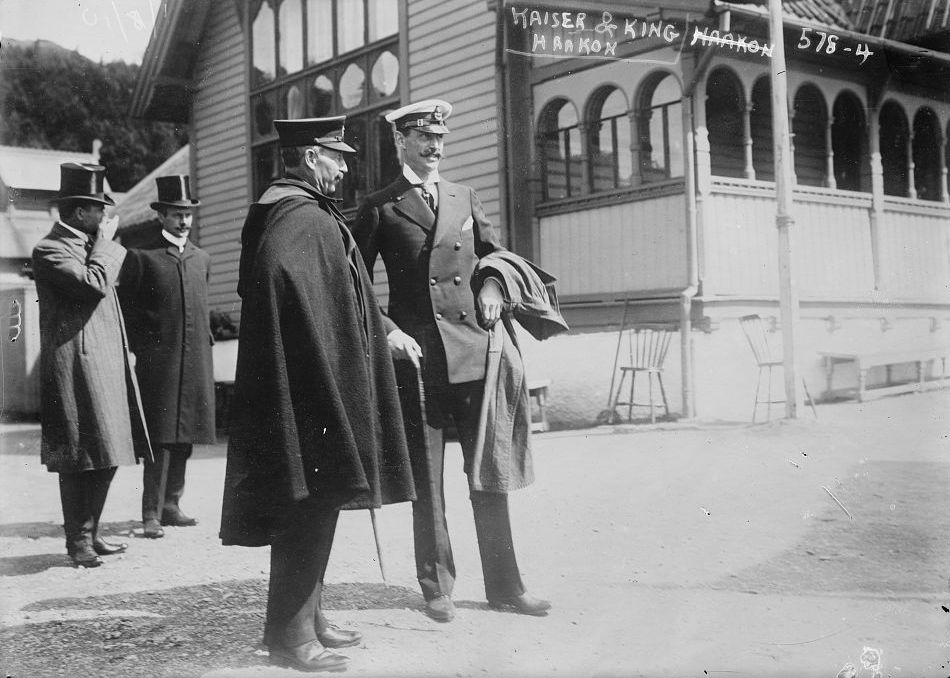
امپراتور آلمان ویلهلم دوم در سالهای قبل از جنگ جهانی اول اغلب از نروژ دیدن می‌کرد. درست قبل از شروع جنگ، او در یک سفر دریایی در نروژ بود. در اینجا او با پادشاه وقت در نروژ، هاکون هفتم دیده می‌شود.

نروژ در جنگ جهانی اول بی‌طرف بود اما این جنگ خسارت‌های سنگینی به صنعت کشتیرانی آن وارد کرد.
در طول جنگ جهانی اول بخشهای زیادی از نیروهای مسلح نروژ برای نگهبانی از سیاست بی‌طرفی بسیج شدند. تمرکز این بسیج بیشتر رو به دریا داشت.
از همان ابتدا، سیاست بی‌طرفی نروژ، تحت فشار آلمان و بریتانیا قرار گرفت و هنگامی که بریتانیا در پاییز سال ۱۹۱۴ محاصرهٔ آلمان را آغاز کرد؛ و آلمان با حملهٔ زیردریایی‌هایش به این محاصره پاسخ داد،
نروژ مجبور شد روابط تجاری و سیاسی را با آلمان به حداقل برساند.
در مقایسه با ناوگان‌های تجاری و ماهیگیری، که در نتیجه عملیات جنگی طرفین متخاصم، متحمل خسارات قابل توجهی شدند، آسیب جدی متوجه نیروهای مسلح نشد.
نیروی دریایی مجبور شد با تعدادی از قضایا که می‌توانست به بحران‌های سیاسی و امنیتی تبدیل شود، مقابله کند. بازدید از کشتی‌های خارجی، خنثی سازی مین‌های جابجا شده و اقدامات جنگی در پس مرزهای آبی نروژ به تدریج عادی شد. در پاییز سال ۱۹۱۸، آبهای کارموی مین گذاری شد تا کشتی‌های آلمانی نتوانند با عبور از آبهای نروژ موانع مین گذاری شده در دریای شمال را دور بزنند.
در اواخر جنگ، نیروهای مسلح، مقادیر قابل توجهی سلاح از فرانسه و بریتانیا که از حملهٔ آلمان به نروژ بیم داشته و به توانایی نیروهای نروژ اطمینان نداشتند، دریافت کردند. این پیش‌درآمدی بود برای آنچه ۲۵ سال بعد با شروع جنگ جهانی دوم اتفاق افتاد.

### جنگ جهانی دوم

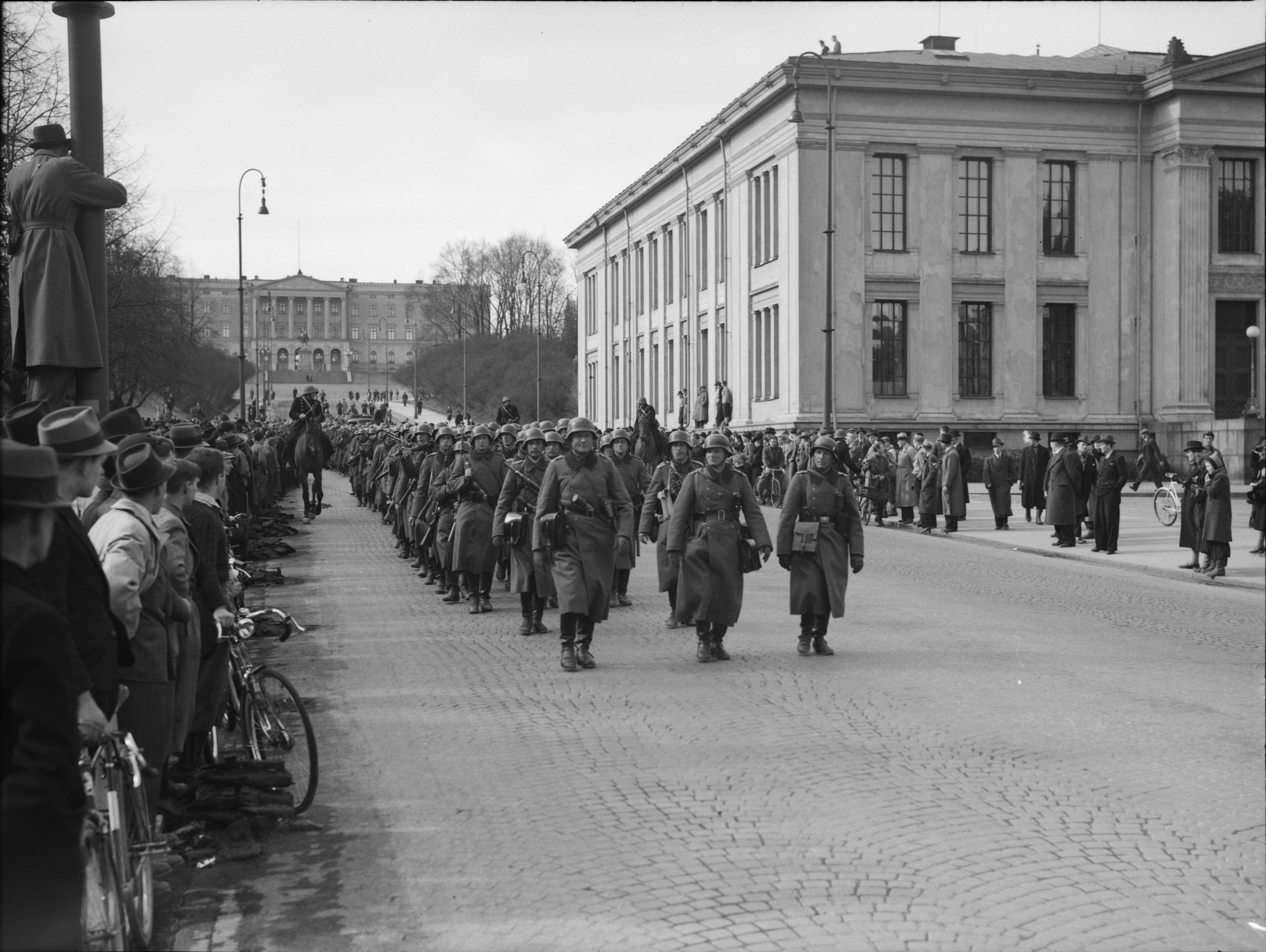
سربازان آلمانی در ۹ ماه اوت سال ۱۹۴۰ میلادی به سمت خیابان کارل یوهانس در اسلو حرکت می‌کنند. قصر در پس زمینه، دانشگاه در سمت راست.

نروژ در جنگ جهانی دوم نیز اعلام بی‌طرفی کرد ولی در سال ۱۹۴۰ به دست نیروهای آلمانی اشغال شد. آلمانها دولت دست نشانده‌ای به رهبری ویدکون کوئیسلینگ برپا کردند. نروژ طی سال‌های ۱۹۴۰ تا ۱۹۴۵ در اشغال آلمان بود و قسمت‌های زیادی از کشور طی جنگ ویران شد. ساختمان‌ها، کارخانه‌ها و بخش عمده شهرها بمباران و با خاک یکسان شد. بیشتر اجناس کمیاب شدند و بسیاری از مردم دوران سختی را تجربه کردند.
در این دوره شاه و دولتمردان نروژی به شهر لندن در بریتانیا گریختند و مبارزه و مقاومت خود را در آنجا ادامه دادند. نروژ قبل از جنگ ناوگان بزرگی از کشتی‌های تجاری در اختیار داشت. در طول سال‌های جنگ، ۱۹۴۵–۱۹۴۰، بسیاری از این کشتی‌ها به حمل و نقل کالا به کشورهایی که علیه آلمان می‌جنگیدند پرداختند. دولت نروژ در لندن این حمل و نقل را سازماندهی می‌کرد. حدود نیمی از این کشتی‌ها هدف بمب یا اژدرهای دشمن قرار گرفتند. حدود ۴٫۰۰۰ ملوان نروژی در طول جنگ کشته شدند. مجموعاً ۱۰ هزار زن و مرد نروژی در جریان جنگ کشته شدند. تقریباً ۷۰۰ نفر از این افراد را یهودیانی تشکیل می‌دادند که به اردوگاه‌های کار اجباری در آلمان و لهستان فرستاده شدند.
در تاریخ هشتم ماه مه سال ۱۹۴۵، آلمان تسلیم و نروژ یک بار دیگر به کشوری آزاد تبدیل شد. حدود ۵۰٫۰۰۰ نروژی بعد از جنگ خائن به کشور شناخته شدند. آن‌ها اعضای حزب سوسیالیست ملی نروژ، ناشیونال ساملینگ بودند که از نازی‌ها جانبداری و با آن‌ها همکاری کردند. بعد از جنگ، ۲۵ نفر به خاطر خیانت به کشور اعدام شدند.
بعد از سال ۱۹۴۵، بازسازی کشور شروع شد. این دوران بسیار پرمشغله بود. تولید و صادرات افزایش یافت و ناوگان تجاری کشور مجدداً ساخته شد و اقتصاد نروژ به تدریج بهبود یافت، گرچه تا اواخر دهه ۱۹۵۰ نیز هنوز برخی از کالاها سهمیه‌بندی بودند.

### پس از جنگ جهانی دوم تاکنون

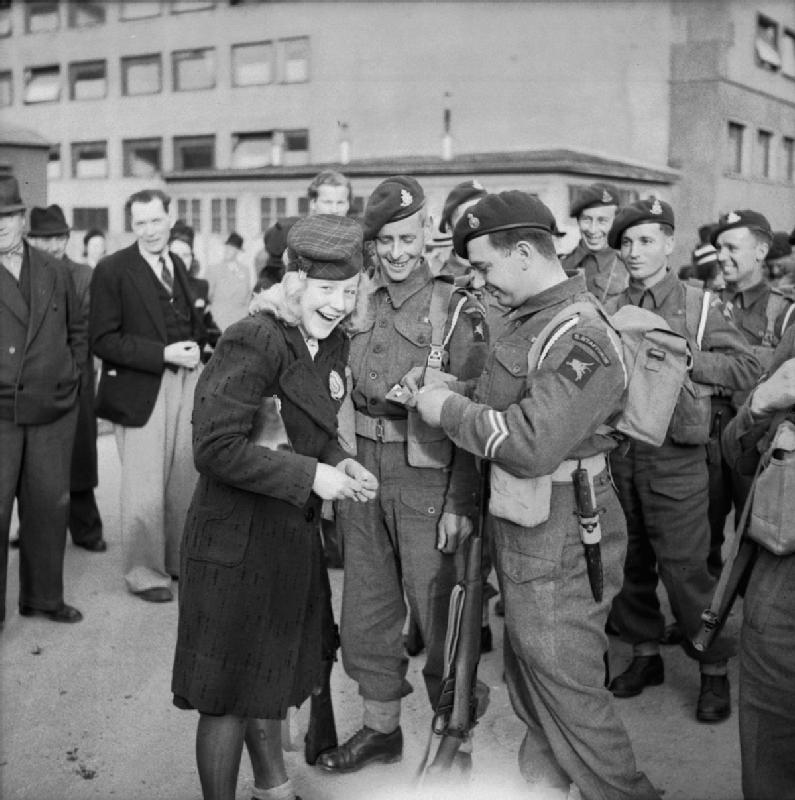
سربازان انگلیسی در اسلو، ۱۳ ماه مه سال ۱۹۴۵ میلادی، چند روز پس از تسلیم آلمان در ۸ مه همان سال

در سال ۱۹۴۹ نروژ بی‌طرفی خود را ترک گفت و به ناتو (سازمان پیمان آتلانتیک شمالی) پیوست. کشف نفت و گاز از سواحل جنوبی نروژ واقع در دریای شمال در اواخر دههٔ ۶۰ میلادی اقتصاد نروژ را به یکباره متحول کرد. نروژ در سال ۱۹۷۲ با ورود به جامعهٔ اروپا موافقت نمود، ولی همه‌پرسی پیوستن نروژ به اتحادیه اروپا (۱۹۷۲) عضویت در آن را رد کرد (با رأی ۵۳٫۵٪ به ۴۶٫۵٪). در ۱۹۹۲ درخواست مجدد برای عضویت در اتحادیه اروپا به صورت انتخابات جدی درآمد. اما در همه‌پرسی ۲۸ نوامبر سال ۱۹۹۴ مردم نروژ پیوستن به اتحادیهٔ اروپا را رد کردند (۵۲٫۲٪ مخالف ۴۷٫۸٪ موافق).

## سیاست

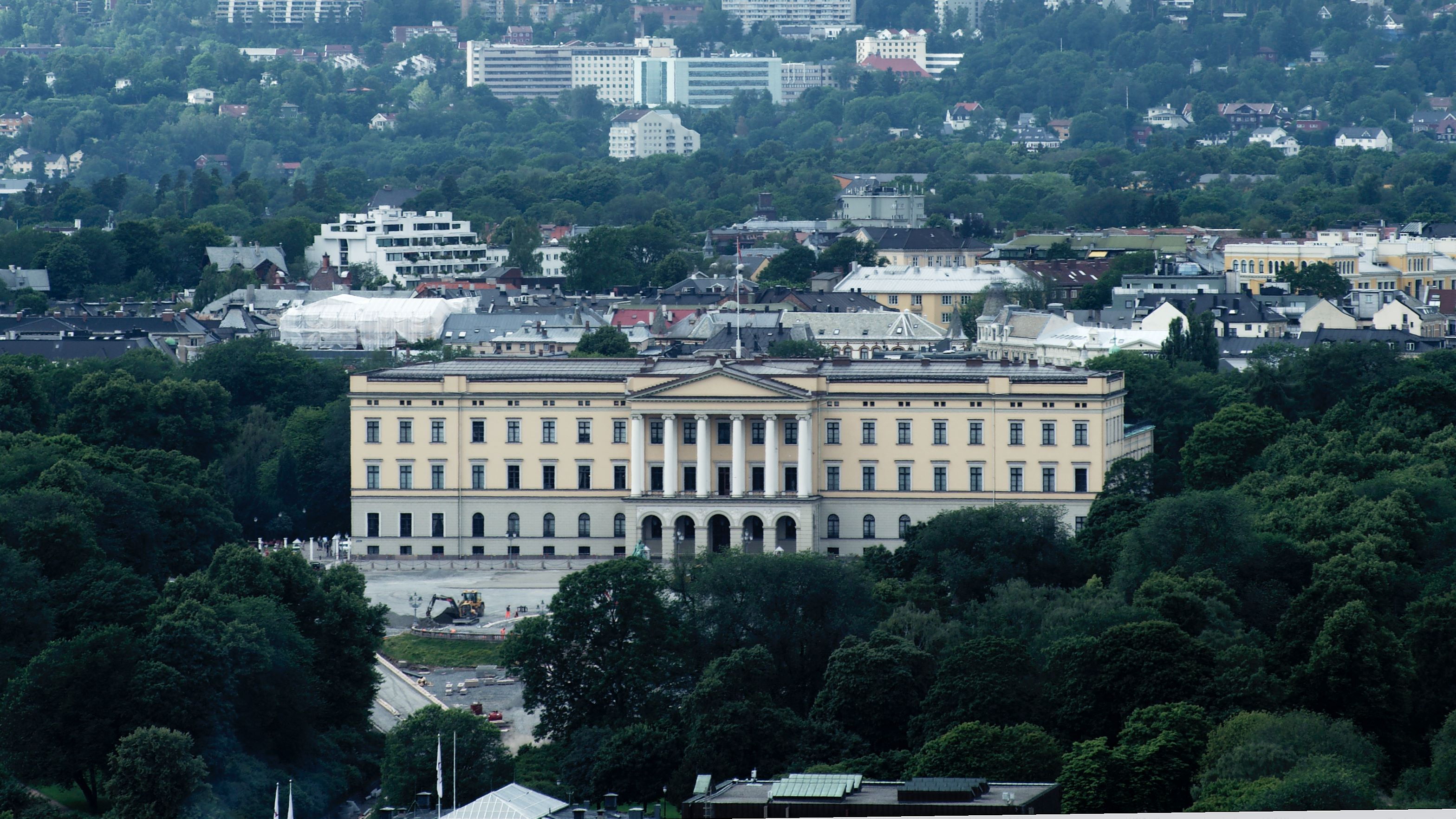
کاخ پادشاهی در اسلو

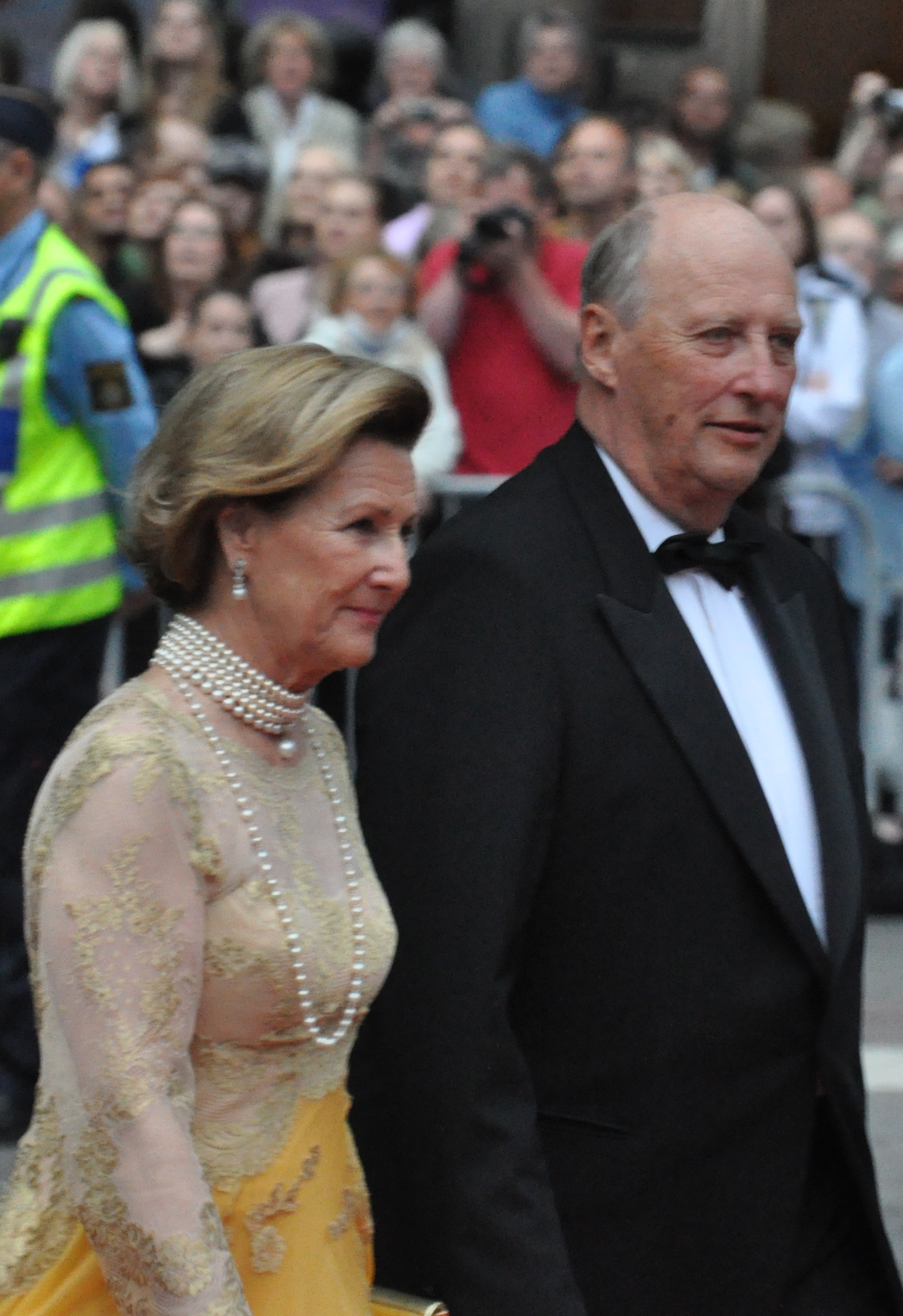
شاه هرالد پنجم و ملکه سونیا که از سال ۱۹۹۱ حکومت می‌کنند.

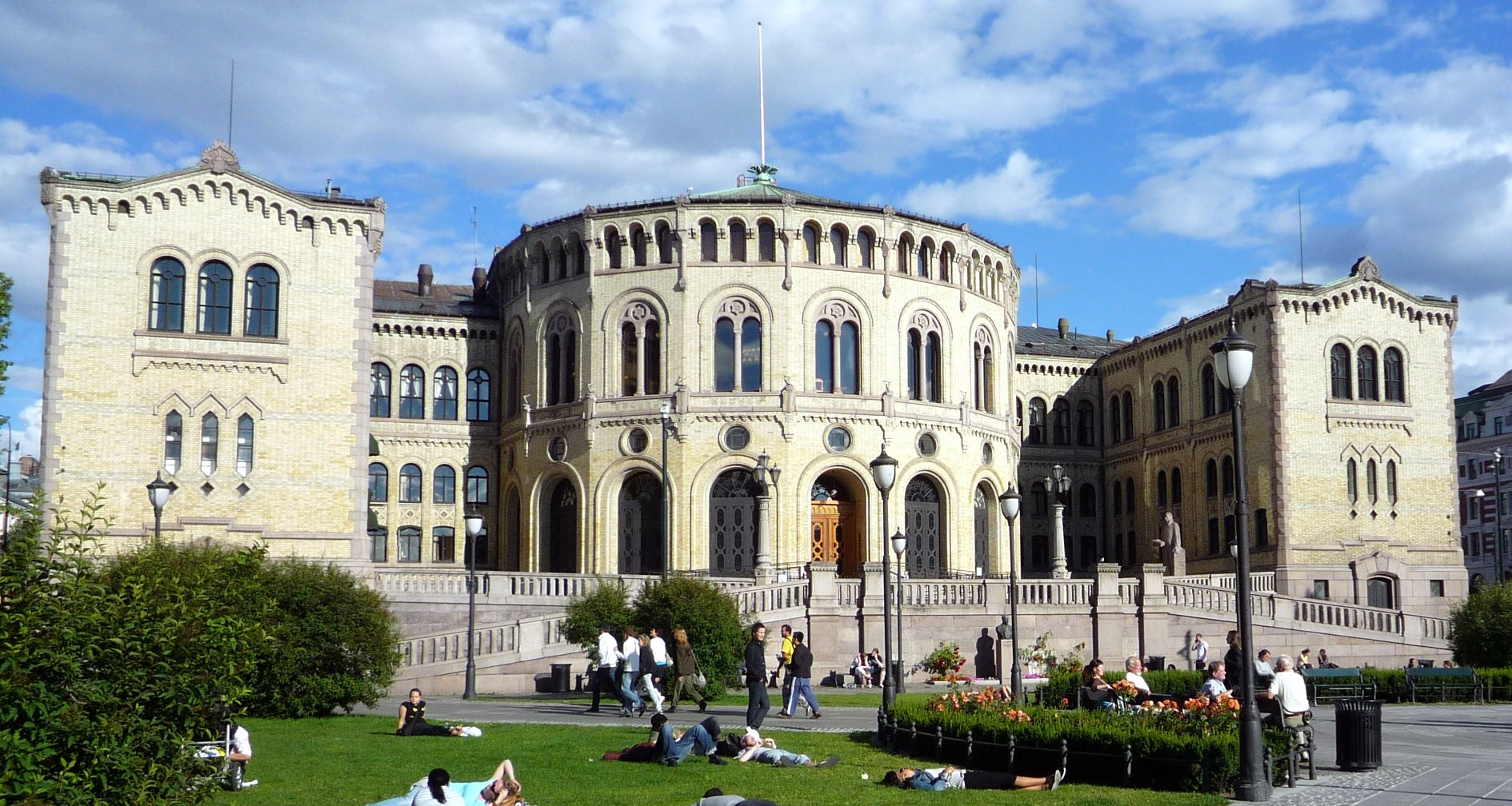
استورتینگ، پارلمان نروژ است.

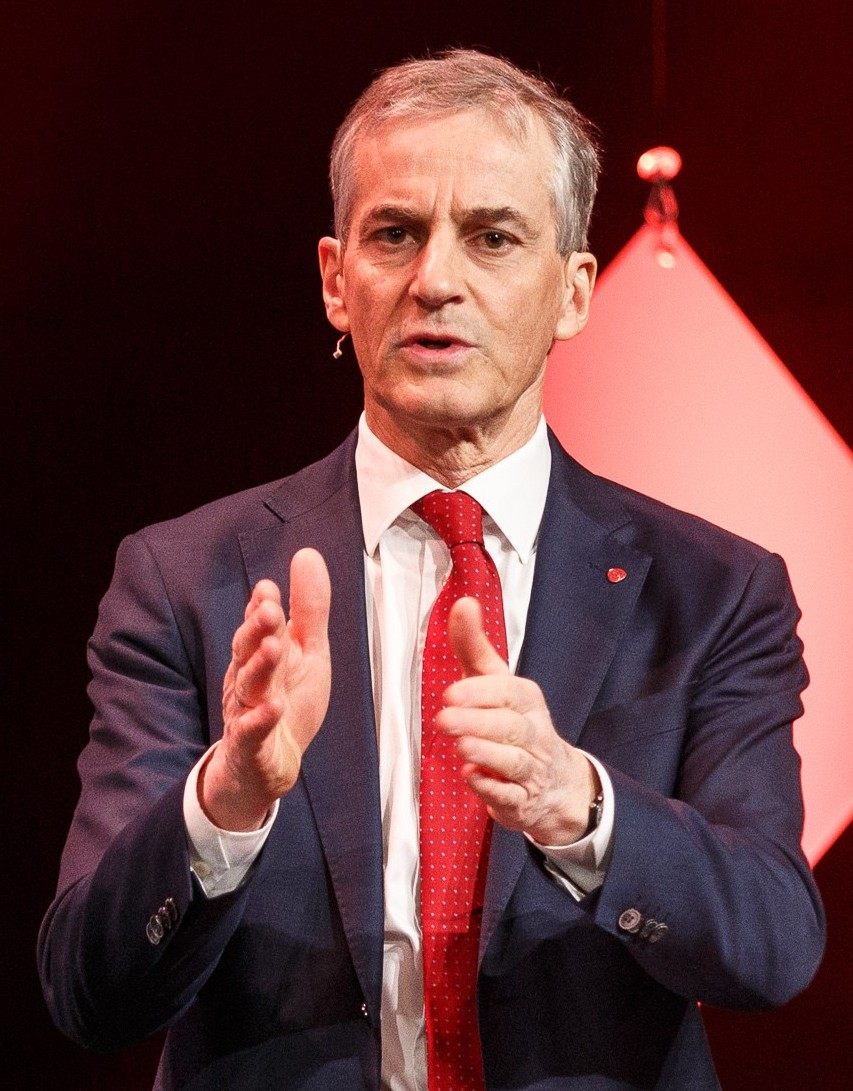
یوناس گار استوره، عضو حزب کارگر نروژ است. وی از تاریخ ۱۴ اکتبر سال ۲۰۲۱ میلادی، بعد از ارنا سولبرگ، نخست‌وزیری نروژ را بر عهده دارد.

نروژ یکی از توسعه‌یافته‌ترین حکومت‌های دموکراتیک و مبتنی بر قانون در جهان را داراست. از ۱۸۱۴ تقریباً ۴۵٪ مردان (۲۵ سال یا بالاتر) حق رأی داشته‌اند. این در حالی است که در بریتانیا این رقم معادل ۲۰٪ (۱۸۳۲)، سوئد ۵٪ (۱۸۶۶) و در بلژیک ۱٫۱۵٪ (۱۸۴۰) بوده است. نروژ بر اساس شاخص مردم‌سالاری از سال ۲۰۱۰ دموکرات‌ترین حکومت جهان به‌شمار رفته است. دموکراسی اجتماعی و خط مشی‌های مربوط به تساوی حقوق افراد باعث شده است که نروژ جامعه‌ای همگن با سطح عظیمی از اعتماد عمومی بین قشرهای جامعه و بین مردم و دولت داشته باشد. سطح بالای اعتماد باعث آسان و روان‌تر شدن رشد اقتصادی می‌شود.
قانون اساسی نروژ در ۱۷ مه ۱۸۱۴ با الهام از اعلامیه استقلال ایالات متحده (۱۷۷۶) و انقلاب فرانسه (۱۷۹۸) به‌تصویب رسیده است. نروژ بر اساس این قانون دارای حکومت متمرکزِ پادشاهی مشروطه با نظام پارلمانی است که در آن شاه نروژ رئیس کشور و نخست‌وزیر رئیس حکومت تلقی می‌شود. بر اساس همین قانون اساسی که عالی‌ترین سند قانونی در این کشور است، قدرت بین قوای مقننه، مجریه و قضائیه تقسیم شده است.
پادشاه این کشور رسماً قدرت اجرایی را در دست دارد. با این حال پس از ایجاد نظام پارلمانی در این کشور وظایف پادشاه به‌شدت نمایشی و تشریفاتی شدند. برای مثال شاه باید به شکل رسمی نخست‌وزیر و دیگر وزرای قوهٔ مجریه را پس از تأیید پارلمان نصب یا عزل کند. شاه نروژ به همین ترتیب، فرمانده کل نیروهای مسلح نیز می‌باشد و در خارج از کشور به عنوان نماد اتحاد با لقب عالی‌ترین مقام دیپلماتیک شناخته می‌شود. هارالد پنجم از دودمان شولسویگ هولشتاین سوندربورگ گلوکسبورگ در ۱۷ ژانویهٔ ۱۹۹۱، پس از مرگ پدرش به عنوان شاه نروژ تاجگذاری کرد. از سده ۱۴ میلادی تاکنون او نخستین شاه نروژی است که در خاک این کشور به دنیا آمده است. هوکون (زادهٔ ۲۰ ژوئیهٔ ۱۹۷۳) پسر پادشاه، وارث قانونی تاج و تخت نروژ است.
نخست‌وزیر نروژ در عمل قدرت اجرایی را در دست دارد. قانون اساسی قدرت تقنینی را به دولت و پارلمان نروژ اعطا کرده اما پارلمان نهاد قانون‌گذاری عالی و ارگانی تک‌مجلسی است. نروژ اساساً به عنوان حکومتی مبتنی بر دموکراسی نیابتی بنا شده است. پارلمان می‌تواند هر قانونی را با اکثریت سادهٔ ۱۶۹ نماینده به صورت تناسبی از میان ۱۹ حوزهٔ انتخابیه که به مدت چهار سال انتخاب شده‌اند به تصویب برساند.
۱۵۰ تن از اعضای پارلمان از ۱۹ حوزه و مابقی از یک حوزهٔ انتخابیه سراسری انتخاب می‌شوند که اصطلاحاً به آن‌ها کرسی‌های تعدیل‌کننده می‌گویند. هدف از این وضع، ایجاد تعادل بین نمایندگی پارلمانی با آرای عمومی به احزاب سیاسی است. احزاب باید حد نصاب ۴٪ را به‌دست آورند تا بتوانند از کرسی‌های تعدیل‌کننده استفاده کنند.
پارلمان نروژ که استورتینگت یا استورتینگ (به‌معنای مجلس بزرگ) خوانده می‌شود، پیمان‌های ملی که توسط قوهٔ مجریه امضا شده باشند را تصویب می‌کند. همچنین این مجلس می‌تواند اعضای دولت را در صورتی که اعمال آن‌ها را خلاف قانون اساسی تشخیص دهد، استیضاح کند. در این صورت پارلمان می‌تواند فرد نامبرده را از مقام خود برکنار کند.
به‌طور سنتی نخست‌وزیر اعضای کابینه را از میان هم‌حزبی‌های خود از داخل یا خارج از پارلمان تعیین می‌کند. حکومت نروژ با توجه به سابقهٔ پادشاهی در آن، تحت کلیسای لوتری تشکیل شده و تا سال ۲۰۱۲ نیز به همین شکل اداره می‌شد. نخست‌وزیر نروژ پیش از این باید بیش از نیمی از اعضای کابینهٔ خود را از میان باورمندان به این کلیسا انتخاب می‌کرد. در واقع ۱۰ تن از ۱۹ وزیر کابینه باید معتقد به این کلیسا می‌بودند. با این حال این قاعده از ۲۰۱۲ به این سو برداشته شد. در نروژ مسئلهٔ جدایی دین از سیاست یکی از مسائل بحث‌برانگیز بوده و بسیاری از مردم به این باور رسیده‌اند که زمان تغییر فرا رسیده تا تنوع رو به گسترش جمعیت این کشور در نظام حکومت‌داری آن بازتاب یابد. بخشی از این دعوا درس مسیحیت در مدارس عمومی بوده که از سال ۱۷۳۹ رواج داشته است. شکست حکومت در دادگاه حقوق بشر اروپا در استراسبورگ در سال ۲۰۰۷ نیز نتوانست این مسئله را پایان دهد.
در نروژ شورایی مشورتی از طریق پارلمان با ریاست شاه و عضویت نخست‌ویر و کابینه در کاخ شاهی ملاقات می‌کنند و به شکل رسمی به شاه مشاوره می‌دهند. همهٔ لوایح دولت باید پیش و پس از ارسال به پارلمان توسط شاه رسماً مورد تأیید قرار گیرند. این شورا همهٔ اعمال شاه به عنوان رئیس کشور را بررسی کرده و به تصویب می‌رساند. هر چند تمام طرح‌ها و لایحه‌های پارلمان و دولت پیش از آن مورد تأیید قرار گرفته‌اند اما تشکیل شورای مشورتی مثالی است از قدرت نمادین شاه در این کشور.
احزاب سیاسی متعددی در نروژ وجود دارد و این کشور یک نظام حکومتی چندحزبی دارد. احزاب، قبل از هر دوره از انتخابات، اعلامیه‌هایی را منتشر می‌کنند. آن‌ها در این بیانیه‌ها برنامه‌های خود طی دورهٔ پارلمانی آینده، یا به تعبیری چهار سال آینده، را بیان می‌کنند.

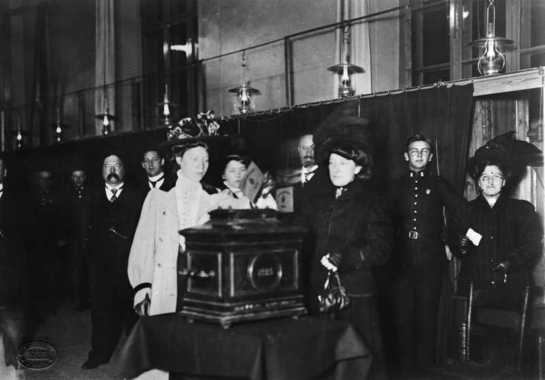
اولین زنی که در محل رای‌گیری در قلعهٔ آکروس در انتخابات شهرداری در سال ۱۹۱۰ میلادی رای می‌دهد. عکس در مجموعه موزه اسلو.

در یک طبقه‌بندی کلی، بزرگ‌ترین احزاب نروژ را می‌توان به شرح زیر دسته‌بندی کرد:
- احزاب سوسیالیست: اتحاد انتخاباتی سرخ (RV)، حزب چپ سوسیالیست (SV) و حزب کارگر (Ap)
- احزاب محافظه‌کار:  حزب مرکزی (SP)، حزب دموکرات مسیحی (KrF)، حزب لیبرال (V)، حزب محافظه‌کار (H) و حزب ترقی (FrP)

احزاب کارگر و محافظه‌کار از گذشته نقش مهمی در سیاست نروژ داشته‌اند. در سدهٔ ۲۱ میلادی حزب کارگر در ۲۰۰۵ در ائتلافی به نام سرخ و سبز همراه با حزب چپ سوسیالیست و حزب مرکز به قدرت رسید.
از سال ۲۰۰۵ حزب محافظه‌کار و حزب ترقی توانستند کرسی‌های زیادی در پارلمان ببرند اما این کرسی‌ها در انتخابات سراسری ۲۰۰۹ به اندازه‌ای نبودند که ائتلاف مقابل را شکست دهند. تحلیل‌گران دلیل این مسئله را همکاری ضعیف بین احزاب اپوزیسیون شامل لیبرال‌ها و دموکرات مسیحی‌ها می‌دانند.
نروژی‌ها در انتخابات ۲۰۱۳ حاکمیت هشت‌سالهٔ حزب کارگر را پایان دادند. دو حزب ترقی و محافظه‌کار توانستند با وعده‌هایی نظیر کاهش مالیات، سرمایه‌گذاری در زیربناها و آموزش، خدمات بهتر و قوانین مهاجرت سخت‌تر به پیروزی رسیده و دولت تشکیل دهند. ظهور راست‌گرایان در رأس قدرت در حالی بود که اوضاع اقتصادی نروژ خوب بود و نرخ بی‌کاری پایین قلمداد می‌شد لذا به نظر می‌رسید دلایل دیگری برای شکست دولت قبل وجود داشته باشد. پس از آن ارنا سولبرگ نخست‌وزیر شد. او دومین نخست‌وزیر زن پس از گرو هارلم بروندلاند و نخستین نخست‌وزیر محافظه‌کار از زمان یان پی. سیسه است.
در همه‌پرسی‌هایی که در سال ۱۹۷۲ و ۱۹۹۴ میلادی برگزار شد، نروژ به اتحادیهٔ اروپایی نپیوست.

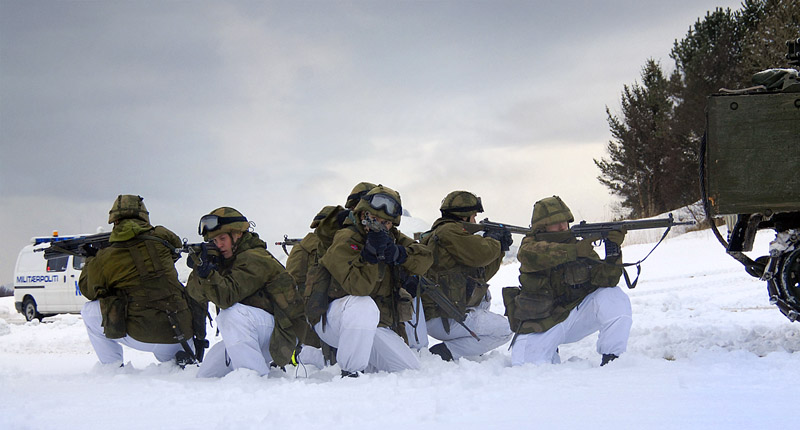
سربازان نروژی در حال تمرین بودو، نروژ ژانویه ۲۰۰۷ میلادی

### سیاست دفاع
سیاست دفاع نظامی در نروژ بر اساس خدمت وظیفه، پایه‌ریزی شده است. سالانه، حدود ۸۰۰۰ زن و مرد جوان، برای اولین بار در نیروهای مسلح نروژ، خدمت می‌کنند.
نیروهای مسلح در چارچوب سیاست دفاعی و امنیتی نروژ، توسعه یافته و مورد استفاده قرار داده می‌شوند.

#### خدمت وظیفه
در نروژ، خدمت وظیفه عمومی است؛ یعنی هم زنان و هم مردان به خدمت وظیفه اعزام می‌شوند. اعزام به خدمت، شامل افراد، بین ۱۹ سالگی تا ۴۴ سالگی می‌شود.
طول مدت خدمت وظیفه هر ساله توسط مجلس ملی نمایندگان نروژ با در نظر گرفتن بودجه دولت تعیین می‌شود. طول مجموع خدمات، بارها ۱۹ ماه تمام تعیین شده است. طول اولین دورهٔ خدمت می‌تواند متغیر باشد.
در حال حاضر طول اولین دوره خدمت ۱۲ ماه تمام است. ضمن این که ارتش می‌تواند بنا به صلاح دید خود، طول اولین دورهٔ خدمت را به ۶ ماه کاهش یا به ۱۸ ماه افزایش دهد.

#### امتناع از خدمت
حق خودداری از خدمت سربازی به دلیل عقاید صلح جویانه، حفظ شده است. افراد مشمول خدمت، می‌توانند برای معافیت از خدمت نظامی درخواست کنند. قبلاً در صورت موافقت با درخواست، خدمت غیرنظامی، اجباری و مدت خدمت غیرنظامی، ابتدا ۱۶ ماه بود، اما به تدریج به ۱۲ ماه کاهش یافت. این ترتیب، در سال ۲۰۱۲ میلادی، توسط مجلس ملی نمایندگان نروژ، به علت مازاد تعداد مشمولان، بر نیاز ارتش، لغو شد؛ یعنی در صورت پذیرش درخواست و دریافت معافیت عقیدتی، افراد دیگر موظف به خدمت غیرنظامی نخواهند بود.

## جغرافیا

آبدره گیرانگر نروژ.

نروژ ۲٬۵۴۴ کیلومتر مرز مشترک با همسایگان خود دارد. با فنلاند ۷۲۹ کیلومتر، با سوئد ۱٬۶۱۹ کیلومتر و با روسیه ۱۹۶ کیلومتر.
پایتخت نروژ، شهر اسلو با ۷۹۲ هزار نفر جمعیت می‌باشد. مساحت خود نروژ ۳۲۳٬۸۰۲ کیلومترمربع و با احتساب مستعمراتش مساحت کل نروژ ۳۸۵٬۲۰۷ کیلومتر مربع و جمعیت آن بالغ بر ۵/۵ میلیون نفر است. از مهم‌ترین شهرهای نروژ می‌توان به برگن ۲۷۲ هزار نفر، تروندهیم ۱۵۳ هزار نفر، استاوانگر ۱۱۱ هزار نفر و باروم ۱۰۳ هزار نفر اشاره کرد. تقریباً ۷۰ ٪ خاک نروژ به دلیل سرمای شدید و همجواری با قطب شمال غیرقابل سکنی می‌باشد و هرچه از شمال به طرف جنوب نروژ پیش برویم از سرمای هوا کاسته و به تراکم جمعیت افزوده می‌شود.
نروژ کشوری کوهستانی است ودارای هوای بسیار سردی است. قسمت عمده‌ای از اراضی نروژ حتی در منطقه کوهستانی پوشیده از جنگل است. چوب این جنگلها منبع درآمد خوبی برای کشور نروژ به‌شمار می‌آید. مدار شمالگان از نواحی شمالی این کشور عبور می‌کند. قسمتی از مرزهای نروژ و فنلاند را رود «تانا» تشکیل داده است.
هیچ کشوری به اندازه نروژ در سواحل خود، بریدگی‌های کوچک و بزرگ ندارد، این بریدگی‌ها متعلق به دوران یخچالی است. مشخصه خط ساحلی نروژ وجود آبدره‌ها (فیوردها fjords) و یک رشته خلیجک‌های طولانی، عمیق و باریک که از جریان یخچال‌ها شکل یافته است. بخش اعظم نروژ را ارتفاعاتی از سنگ سخت تشکیل می‌دهد. زمین‌های پست اصلی در امتداد ساحل اسکاژراک و در اطراف اسلوفیورد و تروندهیم‌فیورد است. سوالبارد (اسپیتس‌برگن) مجمع‌الجزایر سردی در اقیانوس منجمد شمالی است. یان‌ماین جزیره‌ای آتشفشانی بین نروژ و گروئنلند است. رودهای مهم نروژ، گلوما (گلاما)، لوگان، تانا هستند. بلندترین نقطهٔ نروژ، قلهٔ گالدهوپی گین است که ۲٬۴۶۹ متر ارتفاع دارد. آب و هوای نروژ به دلیل گرمای جریان خلیج (گلف استریم) معتدل است. تابستان‌ها با توجه به عرض جغرافیایی بسیار معتدل و زمستان‌ها طولانی و بسیار سرد است. ریزش برف و باران به بیش از ۲۰۰۰ میلی‌متر در غرب می‌رسد. بعضی نواحی دور از دریا به واسطه کوه‌ها، در حد محسوسی، باران کمتری دارند. ۹۴/۲ درصد خاک این کشور زمین قابل کشت است.
در شمال نروژ جزایر متعددی وجود دارد که مهم‌ترین آن‌ها عبارتند از: لوپهاوت، رینگ واسوی و سنیا. در شمال غربی نیز مجمع‌الجزایر لوفوتن (لوفون) شامل ۱۲ جزیره بزرگ و ۳۵ جزیره کوچک، جزیره ویکنا، جزیره هیترا و فوریا واقع شده‌اند. کشور نروژ خلیج‌های فراوانی دارد که از مهم‌ترین آن‌ها می‌توان به تانا، لاکسه، پورسانگر، وستافیورد در نواحی شمال و شمال غربی، فیوردین، بوکن، اسلو و هاردانگر در نواحی غربی و جنوبی اشاره نمود.
قسمت اعظم نروژ را ارتفاعاتی از سنگ سخت تشکیل می‌دهد. در شمال اقیانوس منجمد شمالی با آب و هوای سرد در مناطق شمالی و نسبتاً سرد در مناطق مرکزی و آب و هوای معتدل در مناطق جنوبی. میانگین دما از ۴ درجه زیر صفر در دی ماه تا ۱۷ درجه سانتی گراد بالای صفر در خرداد، نوسان دارد و میزان بارش سالانه در همین منطقه، ۱۹۶ سانتی‌متر است.

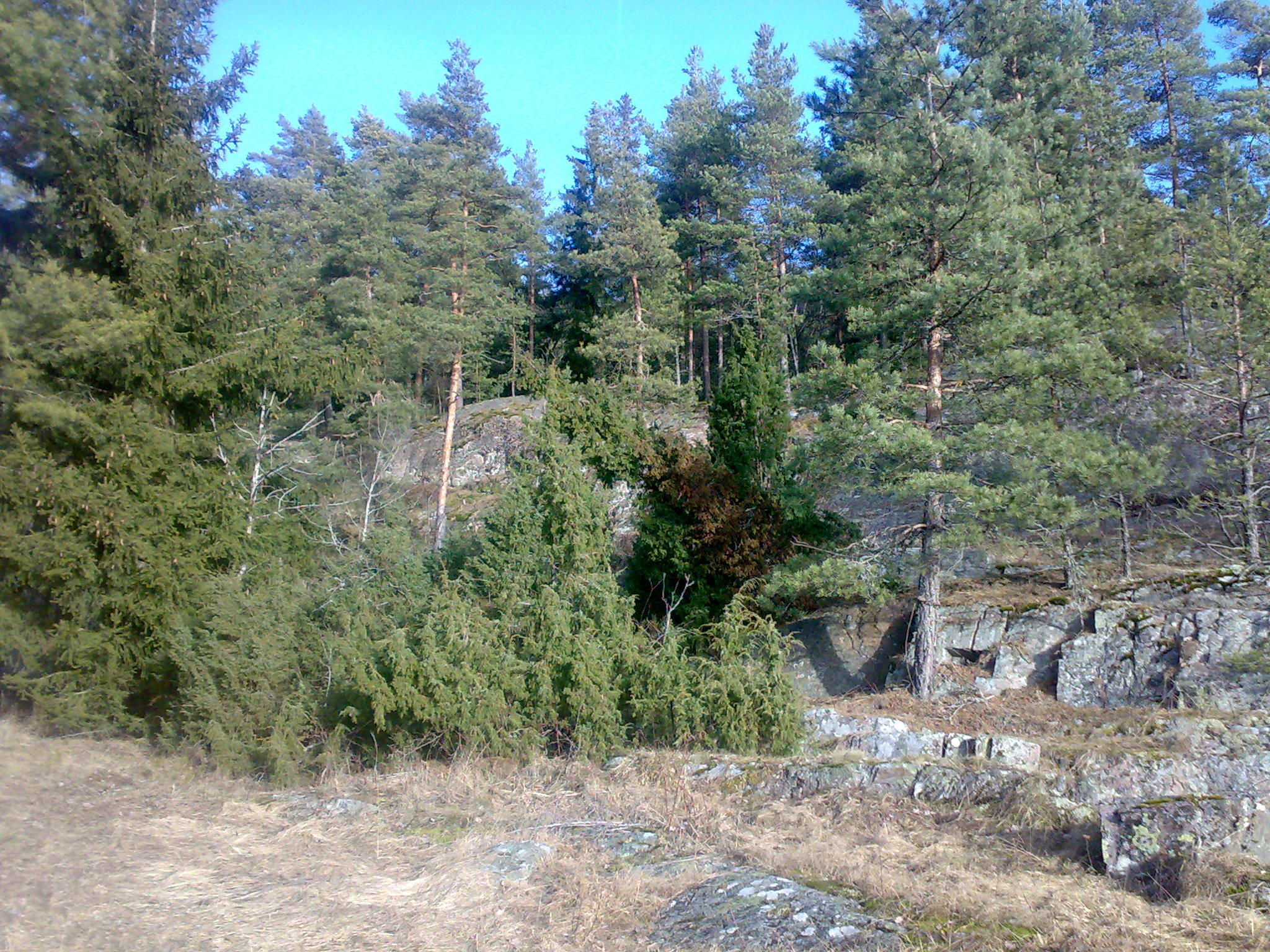
یک منطقه جنگلی نسبتاً نزدیک به ساحل، با درختان برگ سوزنی در نروژ

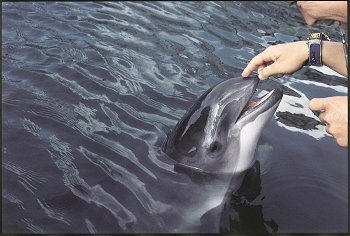
در سراسر سواحل نروژ، انواع فک و وال را می‌توان مشاهده کرد.

### پوشش گیاهی و جانوری
پوشش گیاهی در نروژ، در تناسب با شرایط طبیعی محل، بسیار متنوع است. گونه‌های گیاهان مناطق قطبی در شمال نروژ و در مناطق مرتفع کوهستانی در جنوب نروژ یافت می‌شوند. به دلیل آب و هوای معتدل ساحلی، در غرب کشور نروژ پوشش گیاهی شباهت زیادی به گیاهان ساحلی انگلیس دارد.
تفاوت شرایط دما، بارندگی و خاک در مناطق ساحلی، مرکزی و ارتفاعات، باعث ایجاد تفاوت قابل توجهی بین سواحلِ تقریباً بدون جنگل، در حاشیه و جنگل‌های درختان برگ سوزنی، در مناطق مرکزی، رو به سمت ارتفاعات و مناطق کوهستانی شده است.

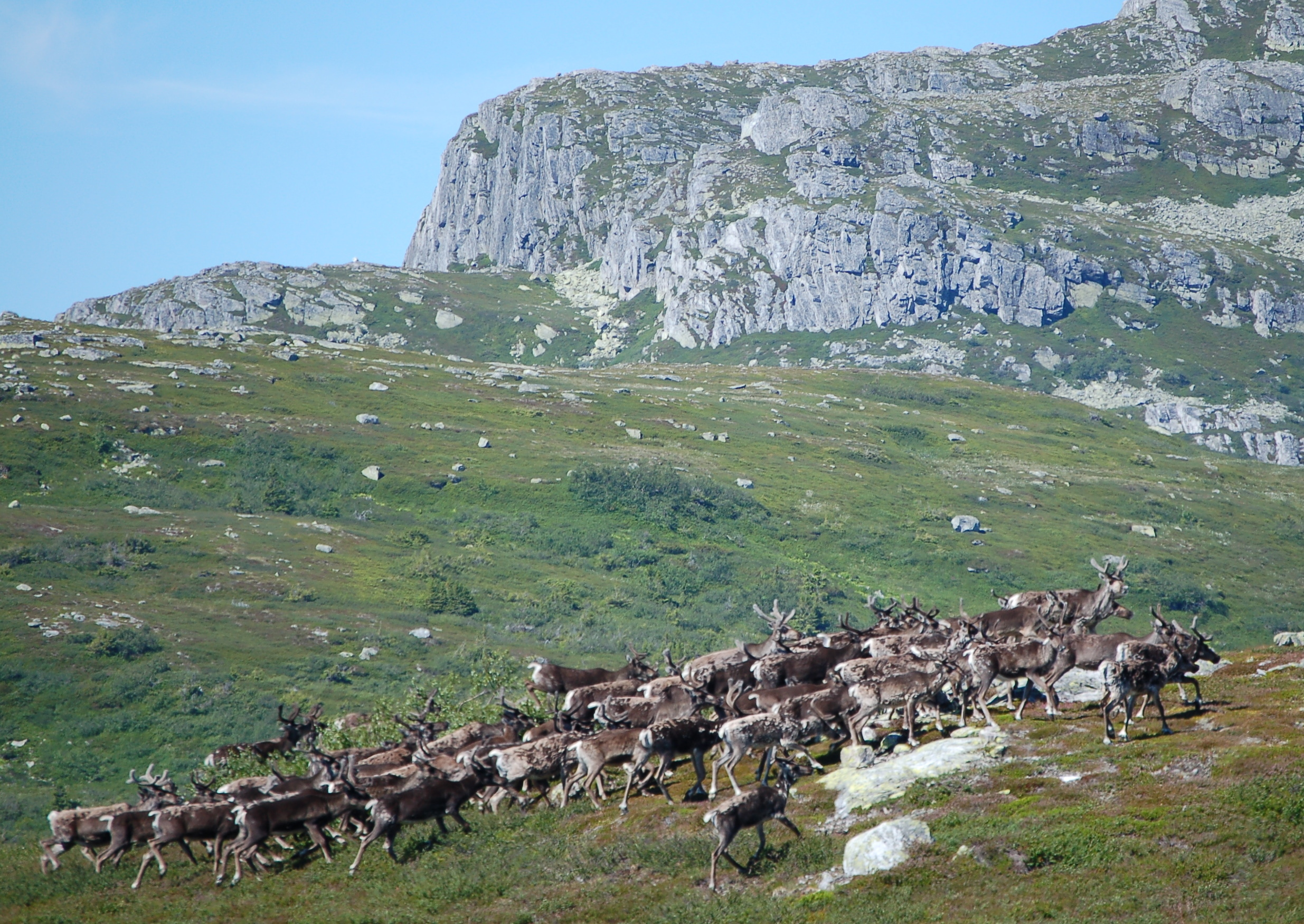
گوزن‌های وحشی گوزن‌های وحشی در کوه‌های بلند جنوب نروژ یافت می‌شوند. در شمال نروژ، گوزن‌های اهلی نگهداری می‌شوند.

بیش از ۳۷ درصد از مساحت کشور نروژ، از جنگل پوشیده شده است. جایی که ۲۵ درصد آن به عنوان جنگل‌های قابل بهره‌برداری اقتصادی طبقه‌بندی شده‌اند.
از نظر تنوع جانوری، در کشور نروژ، هم گونه‌های خاص مناطق قطبی و هم گونه‌های مربوط به مناطق گرمتر یافت می‌شوند. تنوع شرایط اقلیمی از شمال به جنوب در کشور باریک و بلند نروژ از یک طرف و تفاوت شرایط آب و هوایی از سواحل کم ارتفاع تا ارتفاعات مرکزی از طرف دیگر، در تنوع گونه‌های جانوری نروژ منعکس شده‌اند.
برخلاف مرزهای سیاسی، مرزهای طبیعی را نمی‌توان به‌طور قاطعی، نه در خشکی و نه دریا مشخص کرد. برای مثال گونه‌های قطبی در بسیاری موارد به گونه‌های مناطق مرتفع شباهت‌هایی دارند.
جانوران معمول در شمال نروژ، گوزن شمالی، نوعی گورکن، کبک، جغد برفی، گوزن و گنجشک برفی هستند. در جنوب نروژ، حیواناتی با منشأ اروپای شرقی و مرکزی، مانند گوزن، نوعی آهو، سگ آبی، خرس قهوه‌ای، گرگ، سیاه گوش، لمینگ، قاقم و انواعی از ماهی مانند شاه ماهی، ماهی آزاد و قزل آلا وجود دارند. در سراسر سواحل نروژ، انواع فک و وال را می‌توان مشاهده کرد.
تعداد حیوانات شکار کننده بزرگ، به دلیل تضاد منافع دام داران و مبارزه و تعقیب، در عمل کاهش یافته است. هر چند در مواردی از حقوق این انواع جانوری نیز حمایت صورت می‌گیرد.

## مردم

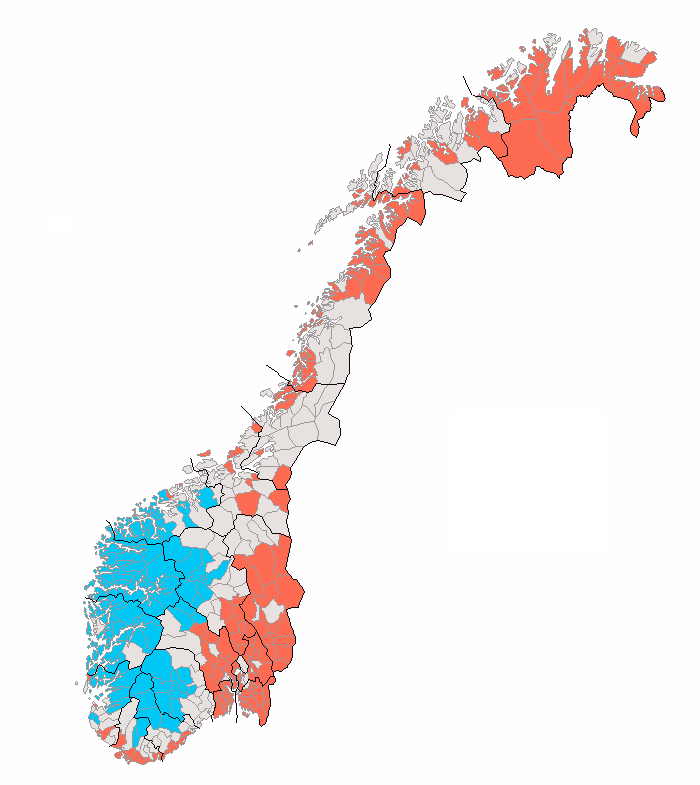
نقشه زبانی نروژ (آمار ۲۰۰۷):

از جمعیت نروژ ۱۹/۹ درصد زیر ۱۴ سال، ۶۵/۲ درصد بین ۱۵ تا ۶۴ سال، و بقیه (۱۴/۹ درصد) بالای ۶۵ سال سن دارند. میانگین سنی نروژی‌ها ۳۷/۷ سال است. متوسط طول عمر برای مردان ۷۶/۱۵ سال و برای زنان ۸۲/۲۲ سال می‌باشد. میزان تولد ۱۲/۱۷ در هزار، و میزان مرگ ۷۲/۹ در هزار است. میزان باروری زنان ۱/۸ کودک برای هر زن است.
زبان نروژی در دو گویش خود، زبان رسمی این کشور است. نروژی یک زبان هندواروپایی از شاخهٔ زبان‌های ژرمنی است. وجود دو زبان در نروژ، باعث پیچیدگی مسائل زبانی این کشور شده است. این زبان‌ها، بوکمال (زبان کتابی) که نزدیک به زبان دانمارکی است و نینورسک (نروژی جدید) که نزدیک به لهجهٔ شمال سوئد است نام دارند و هردوی این زبان‌ها از سال ۱۸۸۵ به‌عنوان زبان‌های رسمی نروژ شناخته شده‌اند.
بیشینهٔ مردم نروژ از نژاد اسکاندیناوی از تبار وایکینگ‌ها و از شاخهٔ ژرمن‌ها هستند. اقلیت نژادی این کشور، قوم سامی (اسکاندیناوی) است.
سامی‌ها بومیانی هستند که مدتی طولانی ساکن قسمت‌های شمالی نروژ، سوئد، فنلاند و روسیه بوده‌اند. جمعیت سامی‌ها ۱۰۰ هزار نفر تخمین زده می‌شود که از این تعداد تقریباً ۴۰ تا ۵۰ هزار نفر در نروژ زندگی می‌کنند.
سامی‌ها زبان خاص خود را دارند که زبان سامی شمالی نامیده می‌شود و از خانوادهٔ زبان‌های فین‌واوگری از دستهٔ اورالی است و با زبان فنلاندی هم‌خانواده است. اکثر سامی‌ها هنوز هم در شمال نروژ زندگی می‌کنند؛ گرچه اسلو نیز یکی از شهرهایی است که در آن بیشترین تعداد سامی‌ها زندگی می‌کنند. امروزه فقط ۱۰٪ از سامی‌ها از طریق نگهداری گوزن شمالی گذرانِ زندگی می‌کنند. بیشتر آن‌ها در مشاغل دیگر کار می‌کنند. در سال ۱۹۸۹ نخستین مجلس شورای ویژهٔ سامی‌ها در نروژ گشایش یافت که اعضای آن به‌صورت دموکراتیک انتخاب می‌شوند.
در دهه‌های اخیر، مهاجرت از کشورهای مختلف، به‌ویژه کشورهای اسلامی به نروژ، روندی فزاینده داشته است. در تاریخ ۲۲ ژوئیهٔ ۲۰۱۱ یک افراطیِ دست راستی به نام آندرس بریویک، اقدام به بمب‌گذاری و حملهٔ مسلحانه به اردوی جوانان طرفدار حزب حاکم کارگر در جزیرهٔ اتوئیا، نزدیک به اسلو، کرد و اقدام خود را هشداری برای جلوگیری از «خطر اسلام» نامید. این اقدام او، که ۷۷ کشته برجای گذاشت، باعث تنش‌هایی در جامعهٔ نروژ شد.

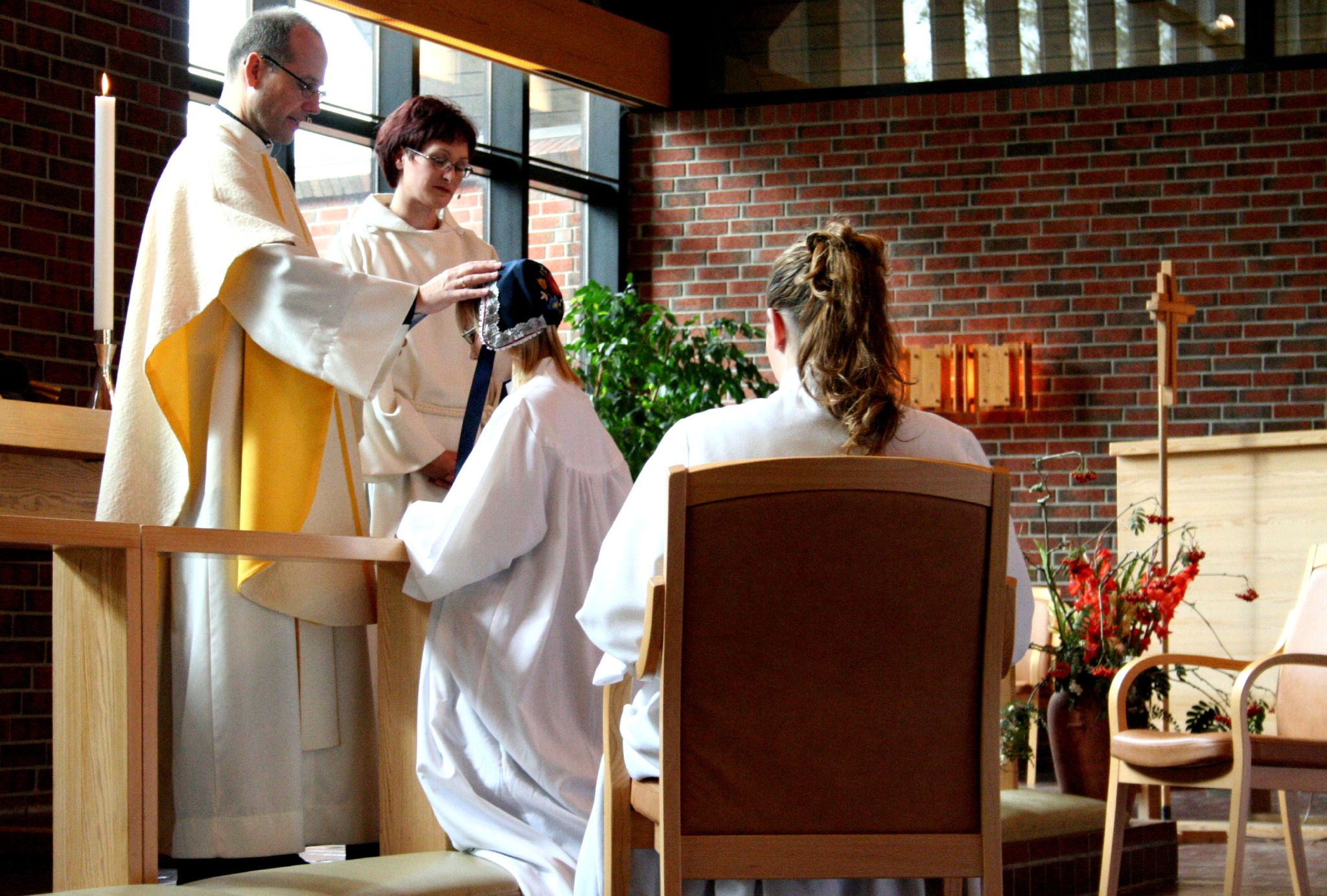
مراسم تأیید در کلیسای نروژ. تصویر، کشیش و مربی مذهبی زن را با لباس‌های عبادی لوتری خود نشان می‌دهد.

### گرایش‌های مذهبی
از مردم نروژ ۸۳/۶ درصد به عنوان مسیحی ثبت شده‌اند که ۷۹/۴ درصد آن مربوط به پیروان آیین لوتری می‌شود. در نظرسنجی‌ها و سرشماری‌ها، تنها ۲۰ درصد از مردم نروژ گفته‌اند که دین در زندگی آن‌ها دارای نقش یا اهمیت است. امروزه تنها ۲ درصد از مردم نروژ در آیین‌های کلیسا حضور پیدا می‌کنند که پایین‌ترین درصد در میان کشورهای اروپا است.
طبق نظرسنجی ۲۰۱۰ یوروبارومتر، ۲۲ درصد از شهروندان نروژی پاسخ دادند که «آن‌ها باور دارند که خدا وجود دارد»، ۴۴ درصد پاسخ دادند که «آن‌ها باور دارند که نوعی روح یا قدرت حیات وجود دارد» و ۲۹ درصد پاسخ دادند که «آن‌ها به وجود هر گونه روح، خدا یا نیروی زندگی باور ندارند»، ۵ درصد هم پاسخی ندادند.

## اقتصاد
واحد پول نروژ، کرون با واحد جزء (اوره) نام دارد. هر کرون نروژ معادل ۰٫۱۱۳ دلار آمریکاست و هر دلار آمریکا معادل ۸٫۸۲ کرون نروژ است. (آوریل ۲۰۲۲).

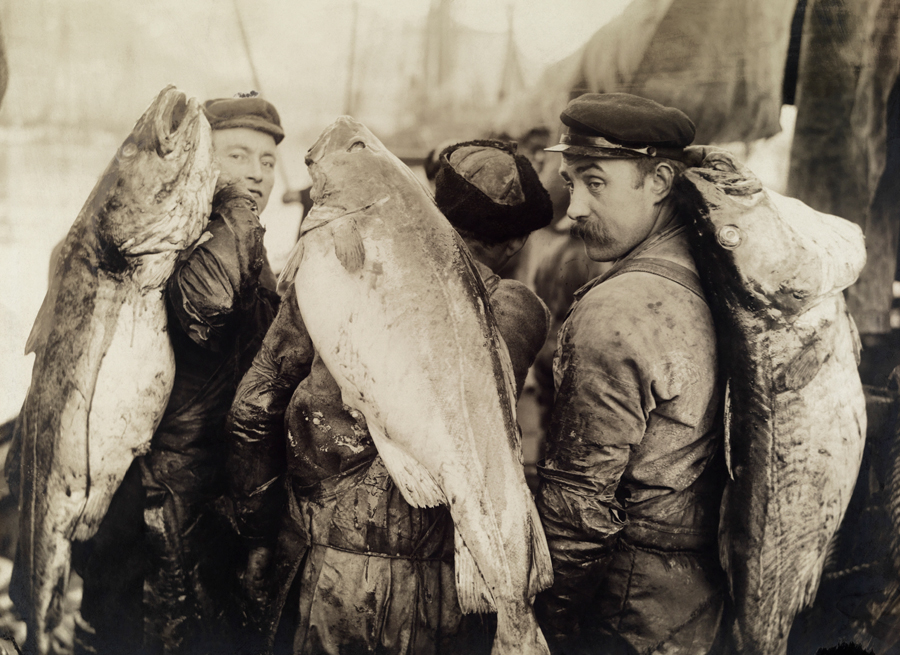
در گذشته، صید ماهی یکی از مهم‌ترین منابع اقتصادی نروژ بوده و هنوزمنبعی قابل توجه است. عکس: آندرس بیر ویلس، ۱۹۱۵ میلادی

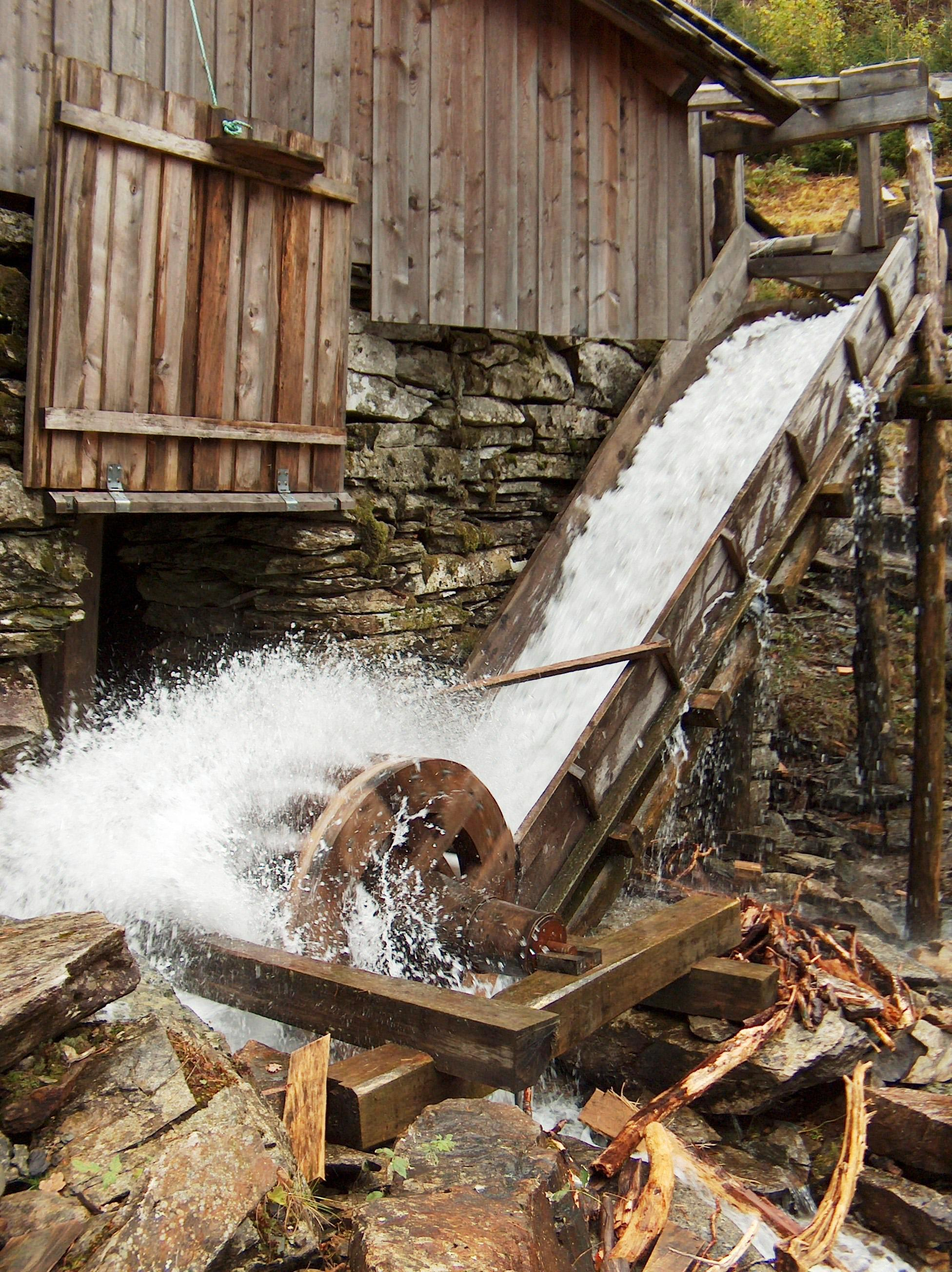
نیروی آب، از دیرباز در نروژ مورد استفاده بوده است، ابتدا مستقیماً در توربین‌های آبی و اره مکانیکی، اما بعداً برای تولید برق، مورد استفاده قرار گرفته است.

نروژ دارای ذخایر زیادی از نفت خام، گاز طبیعی، مواد معدنی، آبزیان، چوب، آب شیرین و نیروی برق‌آبی است. صنعت نفت حدود یک‌چهارم از تولید ناخالص داخلی این کشور را تشکیل می‌دهد و این کشور چهارمین درآمد سرانه در جهان را دارا است. نروژ از الگوی کشورهای رفاه‌محور شمال اروپا پیروی می‌کند و در ازای دریافت مالیات‌های سنگین از شهروندان، دولت به آن‌ها بیمه درمانی همگانی اعطا می‌کند به آموزش عالی یارانه می‌دهد. در این کشور نظام فراگیر تأمین اجتماعی وجود دارد. از سال ۲۰۰۱ تا ۲۰۰۶ و سپس دوباره از سال ۲۰۰۹ تا ۲۰۱۱ نروژ بالاترین شاخص توسعه انسانی در جهان را داشته است.
صادرات عمدهٔ نروژ را نفت تشکیل می‌دهد به طوری که نروژ روزانه ۳ میلیون بشکه نفت خام صادر می‌کند ولی عضو سازمان جهانی اوپک نیست. از دیگر صادرات نروژ می‌توان به گوشت گاو، شیر و سایر فراورده‌های دامی اشاره کرد. بیش از نیمی از مساحت نروژ پوشیده از درخت است و چوب از صادرات عمده این کشور می‌باشد.
به‌دلیل داشتن خط ساحلیِ بسیار طولانی، آبزیان دریایی، یکی از چرخه‌های اقتصاد این کشور را تشکیل می‌دهند. نروژ ۳ نوع ماهی دارد که در هیچ جای دنیا یافت نمی‌شود. دیگر منابع مهم درآمد ارزیِ این کشور، صنعت ماهیگیری است و پرورش ماهی ـ که دولت با برنامه‌های توسعه تشویق کرده است ـ جای صید نهنگ و ماهی‌های اعماق دریا را می‌گیرد.
تنها قسمت کوچکی از این سرزمین قابل کشت است و در بخش کشاورزی و دامداری ـ که یارانهٔ زیادی به آن داده می‌شود ـ بیشتر به تولید لبنیات و علوفه می‌پردازند.
در چند سال گذشته، رشد تولید کند بوده است و در شرایط کنونی، دولت باید به‌دنبال شیوه‌ای رقابتی برای دریافت مالیات و نیز راه‌هایی برای جذب سرمایه‌گذاری باشد.
هزینهٔ زندگی در این کشور بالاست. هزینه‌ها در نروژ می‌تواند برای کسانی که برای اولین بار به آنجا می‌روند، حیرت‌انگیز باشد. اما دستمزد مناسب نیروی انسانی، این هزینه‌ها تقریباً با سطح درآمد افراد هماهنگی دارد.

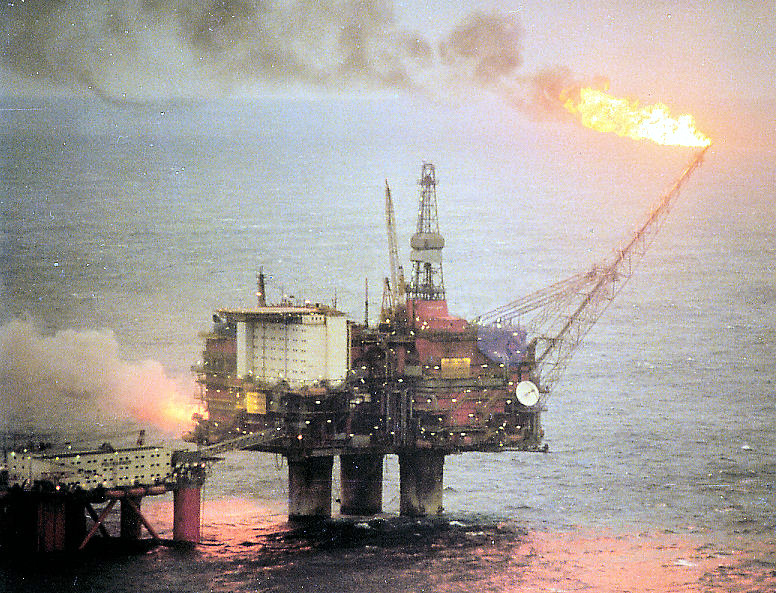
از دهه ۱۹۷۰ تولید نفت به توسعه اقتصاد نروژ و تأمین مالی دولت نروژ کمک کرد. (میدان نفتی استاتفورد)

کشور نروژ در حال تبدیل شدن به یک جامعه بدون اسکناس است. مدتهاست که کارت‌های اعتباری برای پرداخت حتی کوچک‌ترین خریدها مورد استفاده قرار می‌گیرند. خدمات پرداخت تلفن همراه Vipps (پذیرش پرداخت دیجیتال) برای مشاغل کوچک و حتی معاملاتِ گران بازار رو به افزایش است. البته وجه نقد تقریباً در همه جا پذیرفته شده است، امّا انتظار می‌رود در آینده‌ای نه چندان دور پول کاغذی دیگر جایگاهی در بازار نروژ نداشته باشد.

### اقتصاد نفت
درحالی‌که اغلب کشورهای نفت‌خیز دنیا درآمدهای حاصل از فروش نفت خام خود را صرف هزینه‌های جاری می‌کنند، نروژ مشغول پس‌انداز کردن پول حاصل از فروش نفت خام و گاز در یک صندوق مستقل است. ارزش منابع مالی این صندوق حدود ۱۴۰۰ میلیارد دلار برآورد شده است و خود صندوق، معادل یک درصد مجموع سهام جهانی را در اختیار دارد. منابع این صندوق به اندازه‌ای است که اگر سهم هر شهروند نروژی با کرون، واحد پول آن کشور، محاسبه و پرداخت شود، همه آن‌ها میلیونر می‌شوند. در عمل، این صندوق یک حساب سرمایه‌گذاری عظیم است و به نظر می‌رسد که اغلب مردم نروژ از این وضعیت راضی هستند.

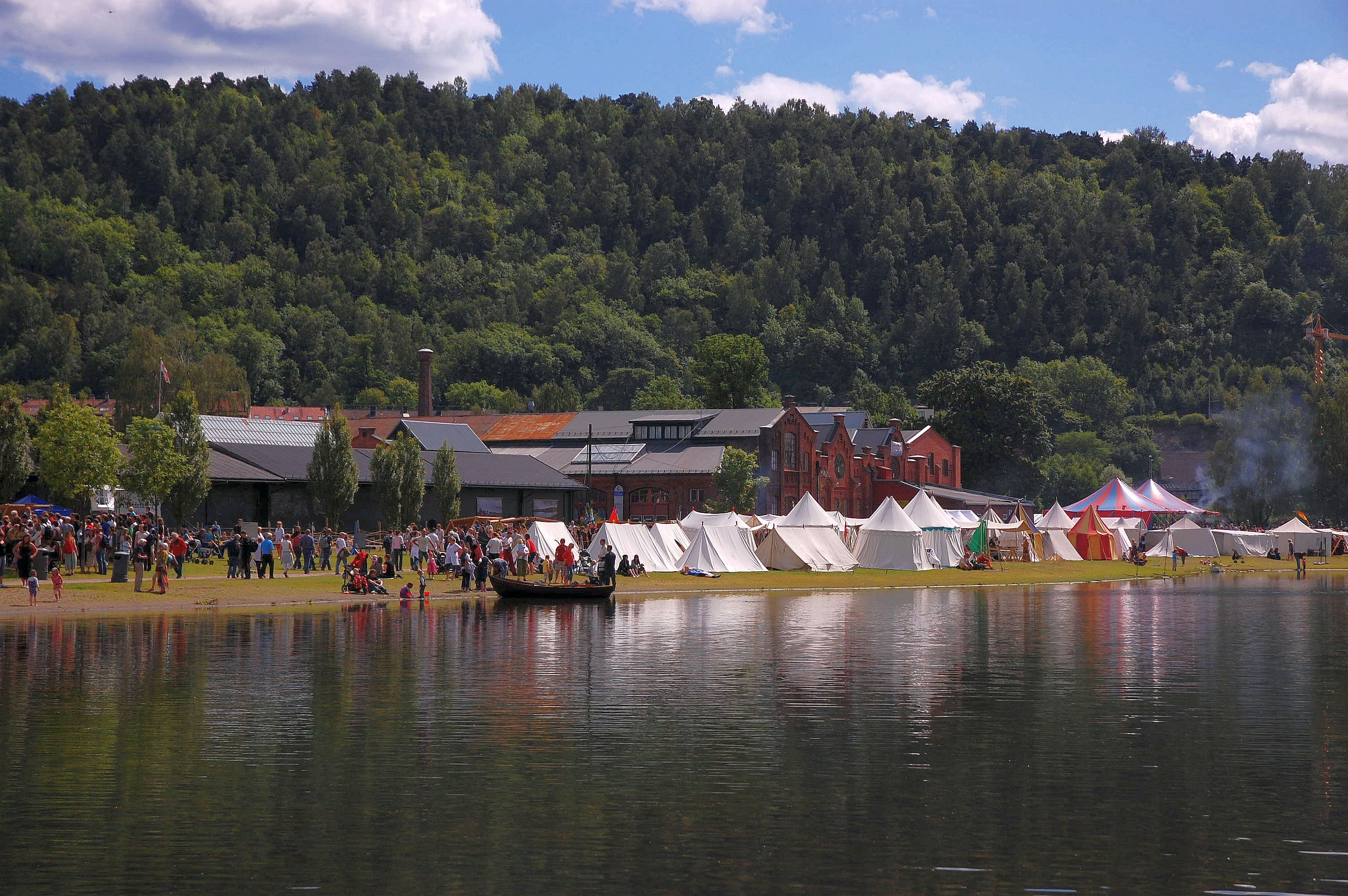
جشنواره فرهنگی قرون وسطی اسلو تابستان ۲۰۰۹ میلادی.

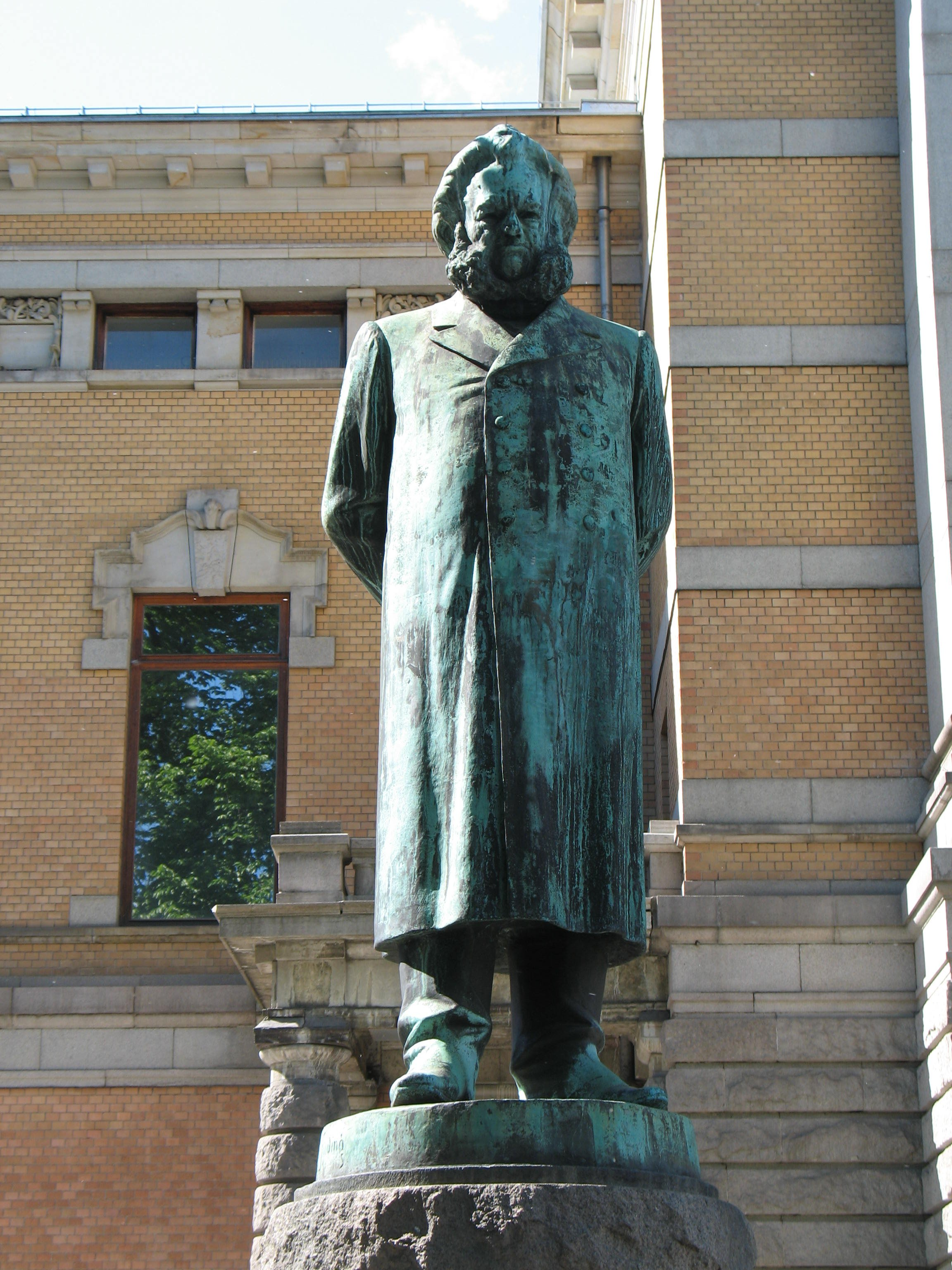
مجسمه هنریک ایبسن نویسنده سرشناس نروژی مقابل تئاتر ملی اسلو توسط هنرمند استفان سیندینگ ساخته و در سپتامبر ۱۸۹۹، همان روز افتتاح تئاتر ملی، رونمایی شده است. عکس: کجتیل ری

## فرهنگ

### نظام آموزشی
طبق نظام آموزش و پرورش در نروژ، شرکت کودکان و نوجوانان ۶ تا ۱۶ ساله در مدارس آموزشی، اجباری و رایگان است. همه جوانان بین ۱۶ تا ۱۹ ساله، دارای حق قانونی سه سال، آموزش متوسطه هستند.
طبق آمار سال ۲۰۲۰ میلادی، نروژ دارای ۱۰ دانشگاه و چندین کالج دولتی است. نروژ همچنین دارای تعدادی مؤسسهٔ آموزش عالی خصوصی است که از این تعداد ۱۷ مؤسسه، کمک هزینهٔ دولتی دریافت می‌کنند.

### مطبوعات و رسانه‌ها
نروژ یک سازمان رادیویی و تلویزیونی دولتی دارد. این سازمان، شامل پخش سراسری کشور نروژ (NRK)، با سه کانال تلویزیونی در سراسر کشور و سه کانال رادیویی سراسری در سال ۲۰۲۰ میلادی بوده است.
ضمن اینکه در نروژ تعدادی کانال خصوصی رادیویی و تلویزیونی نیز وجود دارند. TV 2 و TV نورگه، بزرگ‌ترین کانال‌های تلویزیونی نروژی هستند که امور مالی آنها بر اساس ارسال تبلیغات تجاری پایه‌ریزی شده و از این طریق تأمین بودجه می‌شوند.
طبق گزارش اتحادیه ملی شرکت‌های رسانه‌ای، در سال ۲۰۱۹ میلادی ۲۲۸ روزنامه (بدون احتساب روزنامه‌های رایگان) در نروژ منتشر می‌شده است.

### ادبیات
سنت ادبی نروژ به ادبیات حماسی نورس بر می‌گردد. بخش بزرگی از ادبیات حماسی نروژ باستان در قرن سیزدهم میلادی در ایسلند نوشته شده است. مشهورترین اثر ادبی نروژی از قرون وسطی، کونگه اسپیله (آینهٔ شاه) نام دارد که از حدود سالهای ۱۲۵۰ میلادی به یادگار مانده است.
از دوران قرون وسطی تا سال ۱۸۱۴ میلادی و تصویب قانون اساسی اختصاصی نروژ، دو نویسنده مشهور، یعنی پتر داس، که شاعر بود و لودویگ هولبرگ، که نمایشنامه نویس بود؛ در تاریخ ادبیات نروژ مطرح بوده‌اند. از آن پس، رویداد قابل ملاحظه‌ای در ادبیات ملی نروژ، تا قبل از ظهور شاعرانی چون هنریک ورگلاند و یوهان سباستیان ولهاون در دههٔ ۱۸۳۰ به چشم نمی‌خورد.
با این حال شاید هنریک ایبسن، شاعر و نمایش نامه‌نویس معروف (۱۸۲۸–۱۹۰۶)، شناخته‌ترین چهرهٔ ادبی نروژ، در خارج از مرزهای ملی و در صحنهٔ جهانی باشد.
هنریک ایبسن یکی از برجسته‌ترین نمایشنامه نویسان جهان محسوب می‌شود و به همراه بیورنستیرنه بیورنسون، الکساندر کیلند و یوناس لی، اغلب از وی در نیمه دوم قرن ۱۹(سال‌های ۱۸۵۰ به بعد) به عنوان یکی از چهار تن از بزرگان ادبیات نروژ، نام برده شده است.

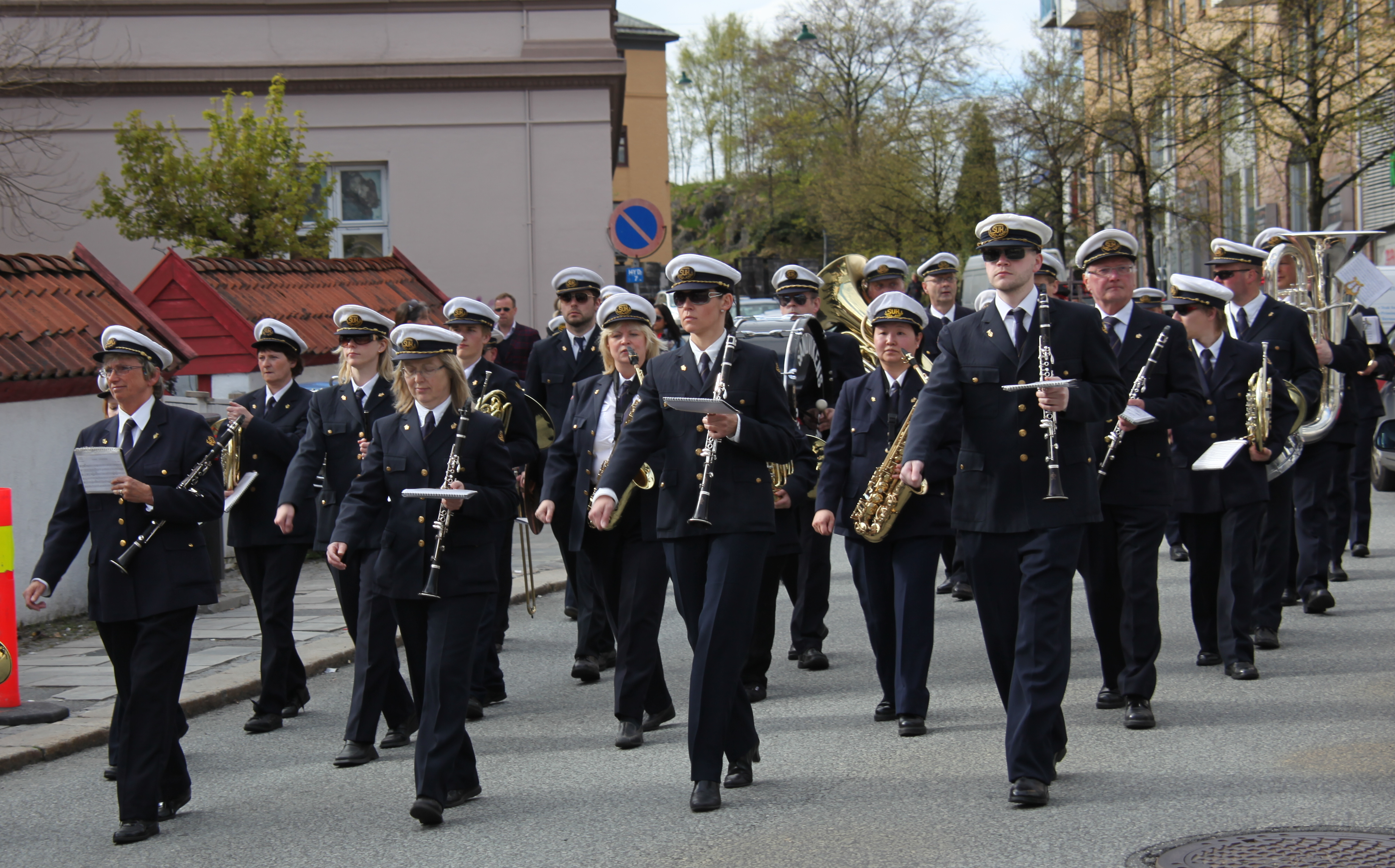
یک گروه موسیقی شهری در نروژ در نروژ هر شهری، هر چند کوچک، یک یا چند گروه موسیقی دارد.

### موسیقی
موسیقی سنتی در نروژ سابقه‌ای طولانی دارد. اله بول، آهنگ ساز و نوازندهٔ چیره‌دست ویولون، لودویگ ماتیاس لیندمن موسیقی دان به نام، از جمله افراد برجسته‌ای بودند که با مشارکت خود باعث ترقی بیشتر این سنت مردمی نروژ در سال‌های ۱۸۰۰ میلادی شدند.

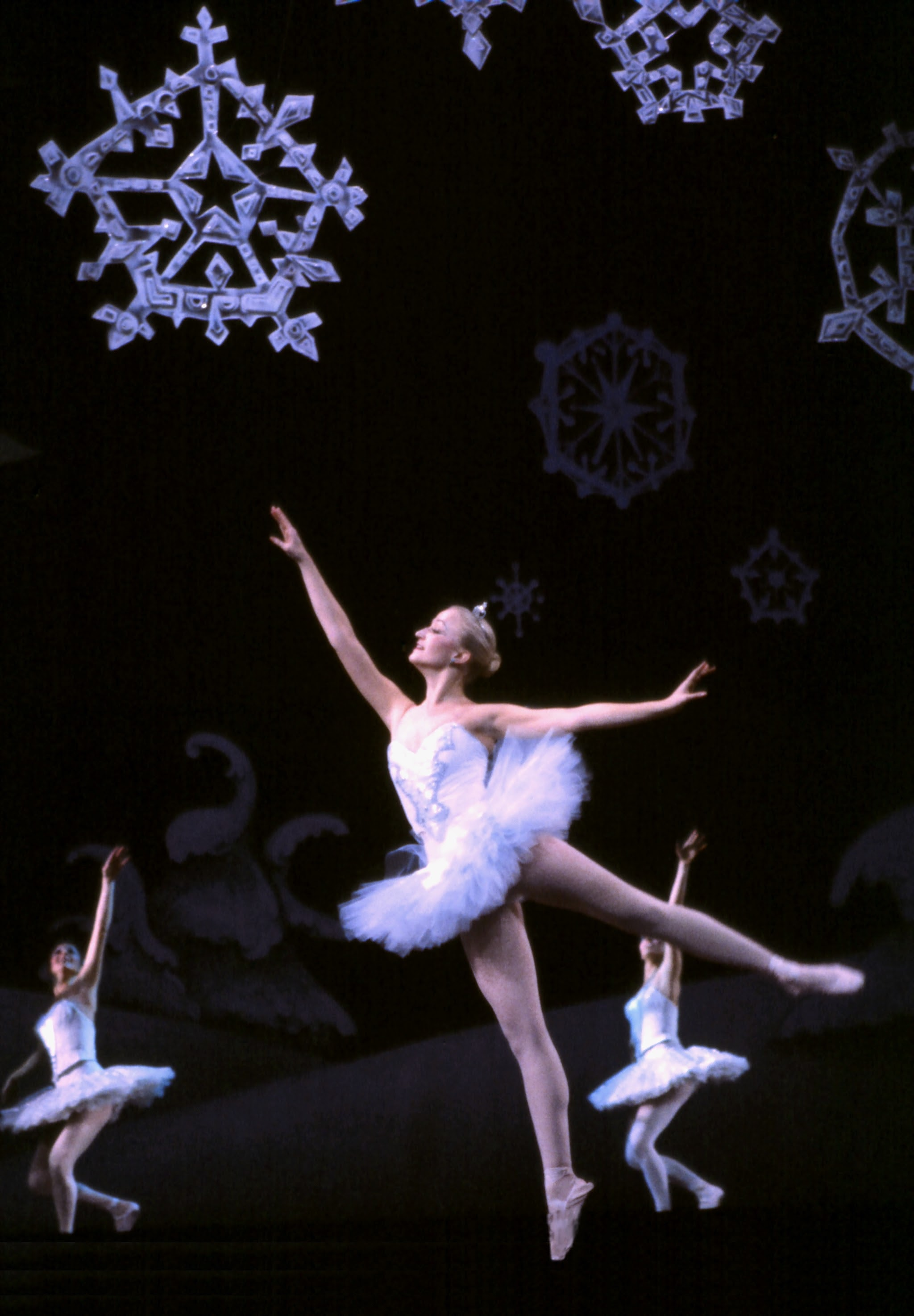
از یک اجرا از باله فندق شکن در سال ۱۹۸۱ در نروژ. در نروژ، فندق شکن، هر سال در اپرای اسلو روی صحنه می‌رود.

اما شاید مشهورترین آهنگساز نروژی در خارج از مرزهای کشور نروژ، ادوارد گریگ و قطعات کلاسیک او باشد. در کنار گریک، نروژ چند آهنگساز با شهره جهانی داشته است. از جمله، یوهان اسوندسن. بعدها در سدهٔ ۲۰ میلادی هنرمندانی مانند آواز خوان اپرا، خانم کریستن فلاگستاد (۱۸۹۵–۱۹۶۲) به شهرت جهانی رسیده‌اند. در نزدیکی تحویل هزاره نو، پیانیست چیره‌دست لیف اووه آندسنس، نظر بسیاری از موسیقی دوستان را به سوی نروژ منعطف کرده است.
یکی از آثار مشهور ادوارد مونک
در دوران معاصر در اقشار گسترده‌تری از دوستداران موسیقی و آواز، گروه آ-ها مشهورترین نام نروژی در موسیقی پاپ بوده است، اما در دوران اخیر به ویژه، موسیقی جاز و الکترونیک در نروژ محبوبیت زیادی در بین نسل جوان یافته است.

### رقص
تاریخ رقص در نروژ، مانند سایر کشورهای شمال اروپا، با تعطیلات و اعیاد سالانه مرتبط است. اولین رقص‌ها معمولاً رقص‌های حلقه‌ای یا زنجیره‌ای و رقص‌های جمعی، همراه با آواز بود. قدیمی‌ترین انواع رقص‌های محلی نروژی احتمالاً مربوط به اواخر قرون وسطی است و بسیاری از آنها انگیزه‌های خود را از خارج دریافت کرده‌اند. این اشکال رقص در حال از بین رفتن بود، اما به دلیل بیداری تمایلات رمانتیک ملی در اواخر سده ۱۹(۱۸۰۰ م) نجات یافت. رقص قدیمی مردمی را می‌توان نوعی جدیتر از رقص محلی نامید که ریشه در فرهنگ اواخر قرن ۱۸(۱۷۰۰م) مانند والس قدیمی و پولکای پاریسی، دارد. مهمانی‌های رقص در مناطق شهری، خاص اعیان و اشرافی بود که با خارجیان ارتباط داشتند. در این مهمانی‌ها نیز، رقص‌ها اوایل شکل گروهی داشتند. بعدها در اواخر قرن ۱۸(۱۷۰۰م) انواع مدرنتر رقص، مانند تانگو و سامبا در شهرهای بزرگ راه باز کرد و سرو کلهٔ معلم‌های حرفه‌ای رقص نیز در میان دیگر شغل‌ها پیدا شد. این مقدمهٔ آشنایی نروژی‌ها با هنر رقص باله بود.

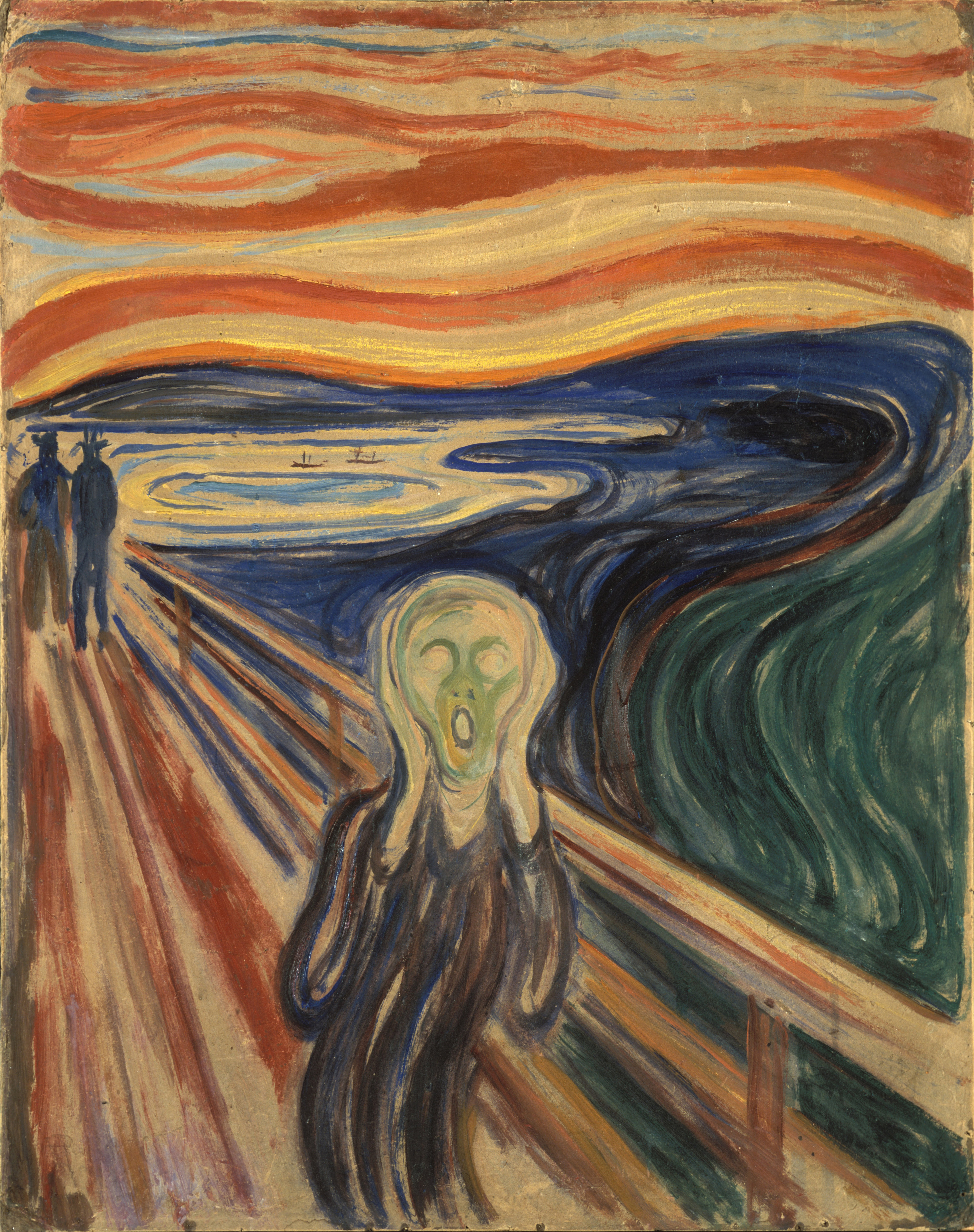
اسکریک، یکی از آثار مشهور ادوارد مونک

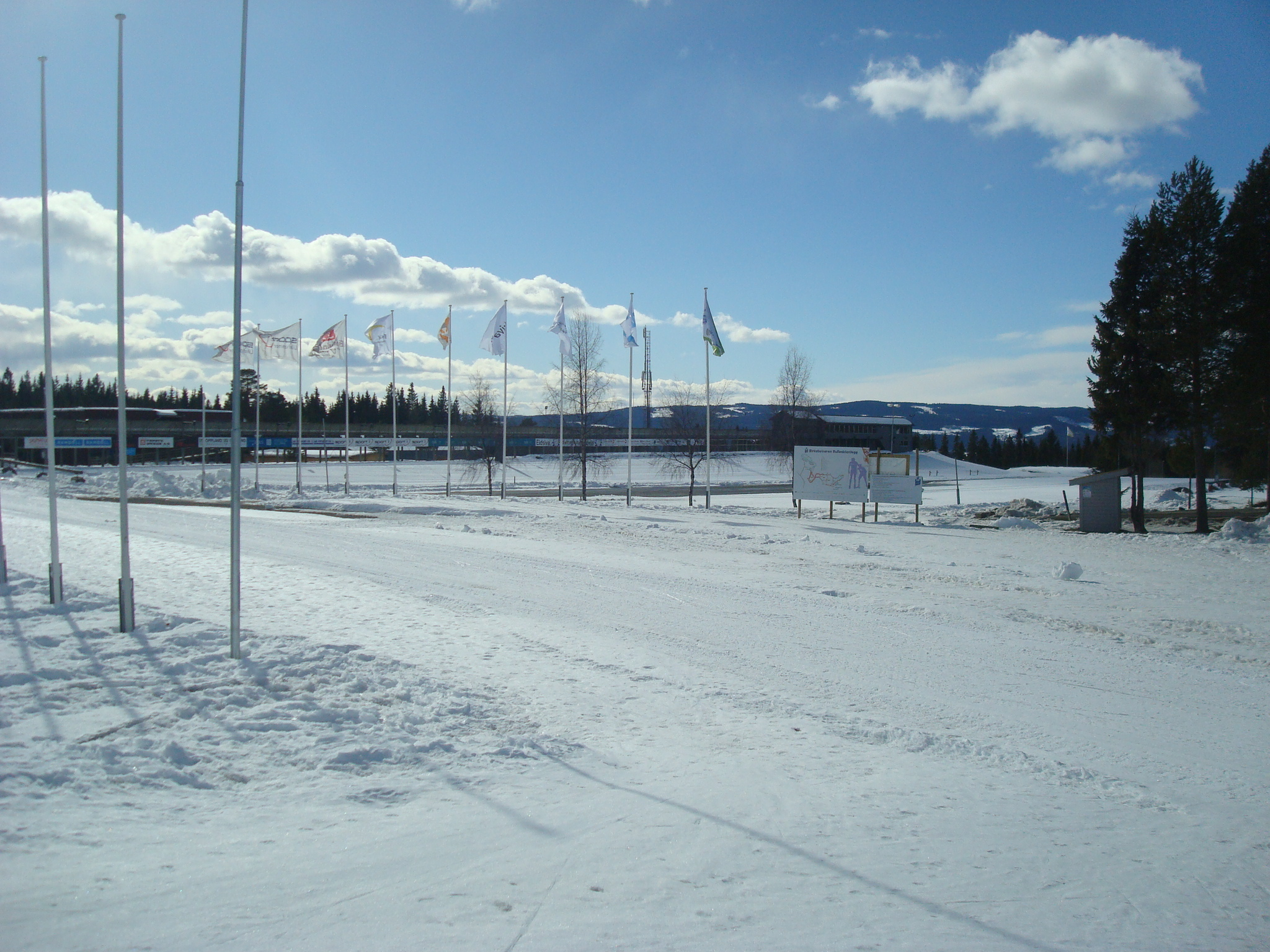
ورزشگاه اسکی در لیلهامر، جایی که نروژ میزبانی بازی‌های المپیک زمستانی ۱۹۹۴ بر عهده داشت.

### کاردستی و نقاشی
هنرهای سنتی در نروژ تا حدودی، تأثیر جنبه‌های کاربردی را منعکس می‌کنند. منبت‌کاری روی چوب، سفالگری و رسم نقش و نگار تزئینی بر سطوح لعابی از جمله هنرهای شناخته شده و مردمی در نروژ محسوب می‌شوند.
در زمینه نقاشی، نروژ هنرمندان برجسته‌ای چون آدولف تیده مان، یوهان کریستین دال؛ و هانس گوده را داشته است. با این حال در صحنه بین‌المللی شاید ادوارد مونک، مشهورترین هنرمند نقاش نروژی در این عرصه باشد. هنر مجسمه‌سازی نیز در نروژ دارای سابقه و معروفیت است. یکی از بهترین مجسمه سازان نروژ، که در هنر منبت‌کاری نیز تبحر داشت، گوستاو ویگه لاند بود. در سال‌های معاصر اود نردروم، یکی از برجسته‌ترین نقاشان و آرنولد هاکلاند یکی از برترین مجسمه سازان نروژ بوده‌اند.

### ورزش
ریشه‌های ورزش در نروژ به دوران باستان بازمی‌گردد. نروژ کشوری پیشرو در زمینه ورزش‌های زمستانی است. امروزه اکثر نروژی‌ها ورزش؛ و به خصوص ورزش‌های زمستانی را بخشی از فرهنگ خود می‌دانند.
در دوران نوین، ورزشهای سازمان یافته در نروژ پیشرفت گسترده‌ای داشته‌اند. کنفدراسیون ورزش نروژ و کمیته المپیک و پارالمپیک (NIF) بزرگ‌ترین سازمان‌های داوطلبانهٔ نروژ هستند. ورزش در نروژ همگام با توسعهٔ جامعه، رو به گسترش است.
در نروژ نیز مانند بسیاری از کشورهای دیگر زنان مدتها از فعالیت‌های اجتماعی و صحنه‌های بین‌المللی ورزش دور بوده‌اند. اما از دهه ۱۹۷۰ مشارکت زنان در اکثر رشته‌های ورزشی از جمله اسکی و دوچرخه سواری، رو به افزایش نهاد به گونه‌ای که امروز نروژ، یکی از کشورهای پیشگام درزمینه ورزش زنان محسوب می‌شود.

### سینمای نروژ

سینمای نروژ

سینمای نروژ، از زمان تأسیس در ابتدای قرن بیستم تا به حال دستخوش تحول بزرگی شده و تغییرات زیادی کرده است. دوره‌های سخت و تولید کم، با کمک بودجه دولتی و افزایش تعداد بازدید کنندگان سپری شده است.
خطرات زندگی ماهیگیری، فیلمی که گمان می‌رود در سال ۱۹۰۷ ساخته شده، اغلب اولین فیلم بلند نروژی محسوب می‌شود.
سال ۱۹۱۳ سال مهمی در تاریخ فیلم نروژ بود. در آن زمان مجلس ملی نروژ به دلیل نگرانی عمومی از تأثیر مخرب تفریحات جدید در مسائل اخلاقی، قانون نظارت دولتی و سانسور فیلم را تصویب کرد.
در ضمن تصمیم گرفته شد که برای فعالیت در امور فیلم و سینما، نخست مجوز شهرداری محل لازم است. شاید در نتیجه چنین سیاستی شهرداری‌ها به زودی مالکیت و بهره‌برداری اکثریت سینماهای نروژ را در اختیار گرفتند. نظامی که پس از گذشت ۱۰۰ سال به تدریج در حال انحلال است. در حال حاضر در چند شهر بزرگ نروژ، از جمله اسلو، استاوانگر، برگن، مالکان سوئدی و دانمارکی وارد بازار شده‌اند. در سال ۲۰۱۷ وزارت فرهنگ پیشنهاد برچیدن پیش شرط اخذ مجوز از شهرداری را ارائه کرد.
از سال ۲۰۰۰ و شروع هزاره نو، صنعت سینما در نروژ بین ۲۰ تا ۳۰ فیلم برای نمایش در سال تولید می‌کند که تعداد آن‌ها بیش از هر زمان دیگری درقبل است. در تناسب با جمعیت در مقایسه با بسیاری از کشورهای دیگر، تولید فیلم در نروژ کاملاً فعال است.
همچنین افزایش مشخصی در سهم بازار بین‌المللی وجود داشته است. فیلم‌های نروژی هم‌اکنون نزدیک ۲۰ درصد از کل بازدیدهای سینما ی داخلی را به خود اختصاص می‌دهند. در نروژ، فیلم‌های با کیفیت فنی بالا در ژانرهای مختلفی تولید می‌شوند. فیلمسازانی مانند: یواخیم تری‌یر، مورتن تیلدام؛ و اریک پوپه از دههٔ ۲۰، هم در زمینهٔ تجاری و هم هنری به موفقیت بین‌المللی دست یافته‌اند.

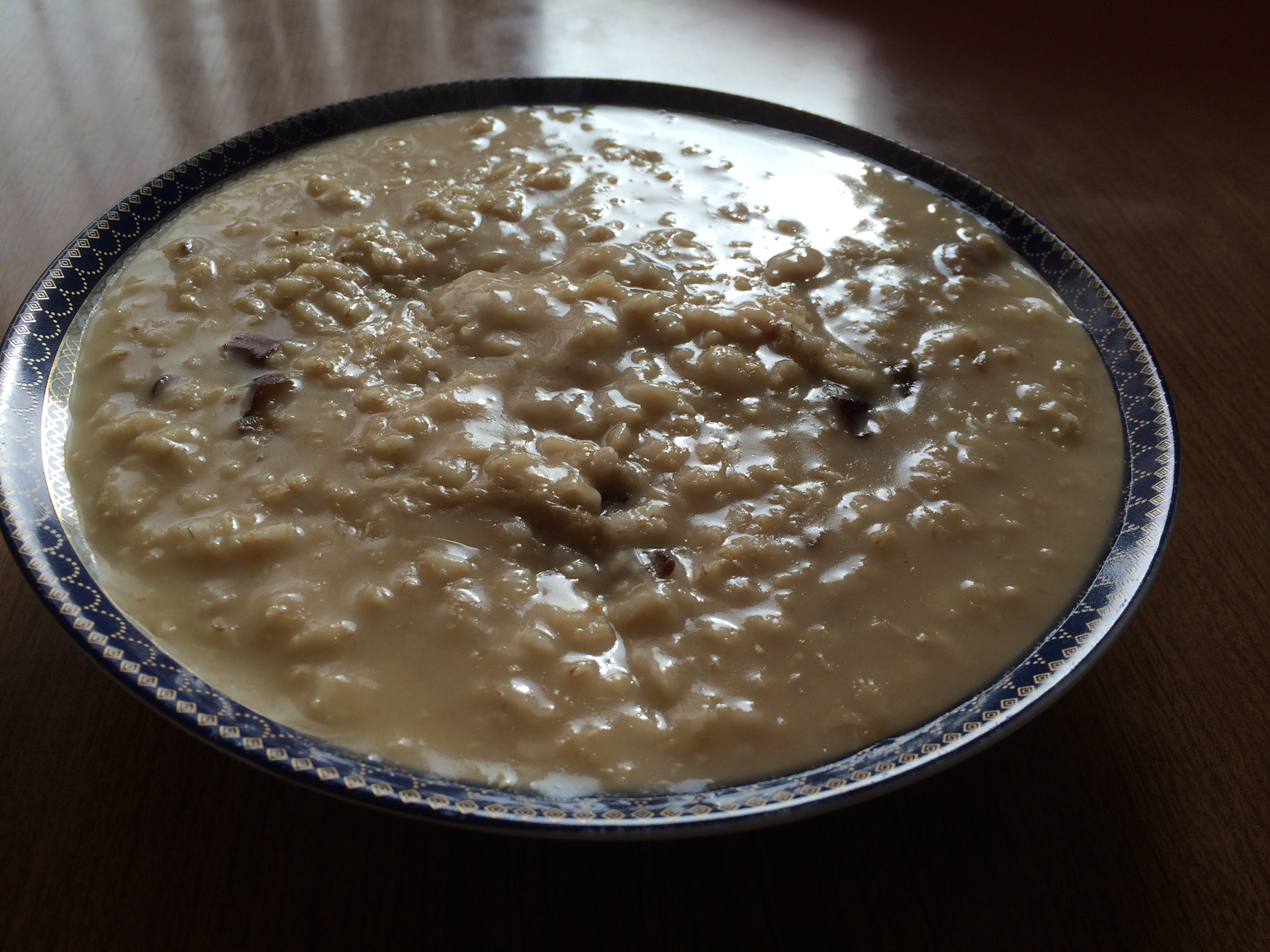
آش جو، یکی از قدیمی‌ترین و شناخته شده‌ترین غذاها در نروژ است.

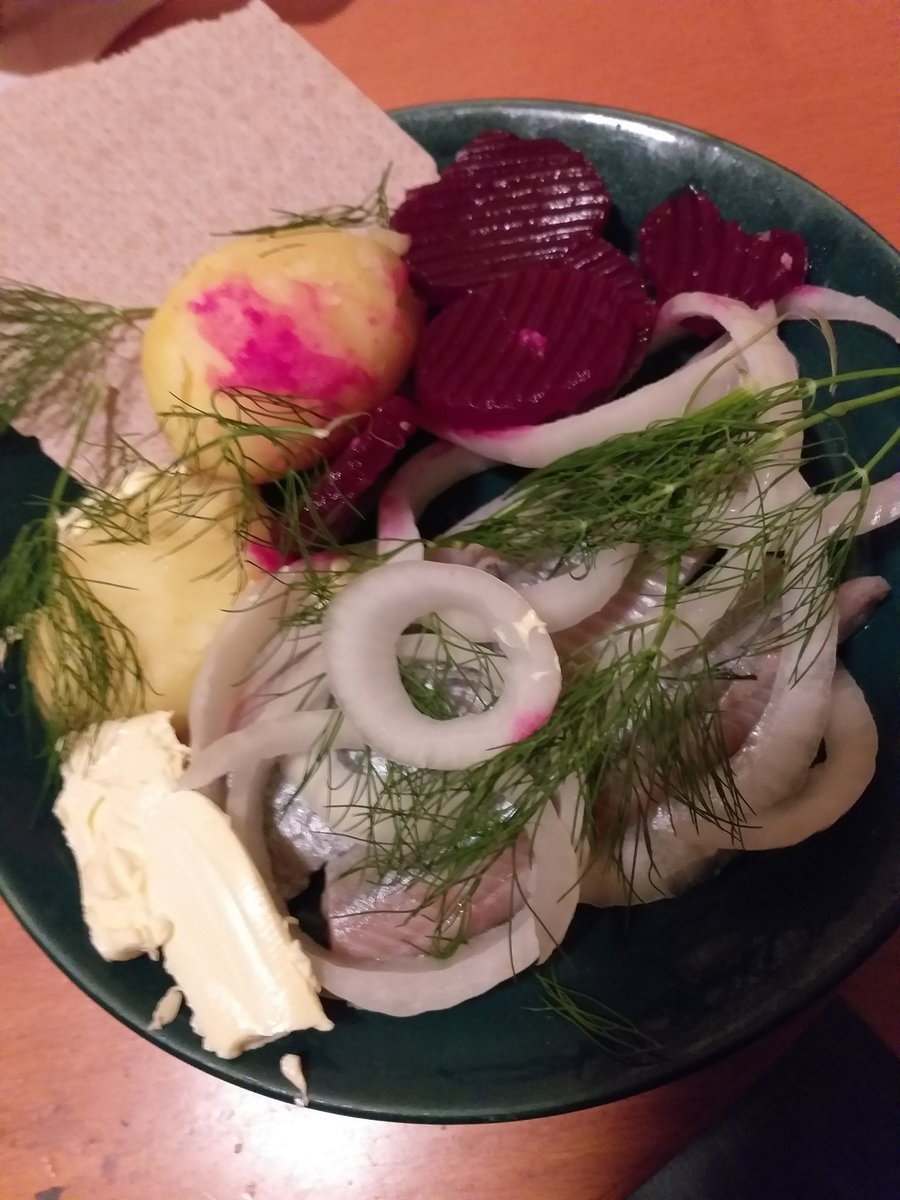
(شاه ماهی شور) به روش نروژی، با سیب زمینی، پیاز خام، شوید، چغندر، کره و نان.

### فرهنگ غذایی نروژ
فرهنگ غذایی نروژ و نروژی‌ها، به شدت تحت تأثیر فقدان امکانات کشاورزی، به دلیل آب و هوای سخت نروژ بوده است.
سابقاُ مواد اولیه خوراکی تنها در فصول نسبتاً کوتاه و اغلب در مقادیر زیاد، مانند انواع ماهی، گونه‌هایی از غلات و ساقه‌های خوراکی مثل سیب زمینی و گوشت از طریق کشتار حیوانات در دسترس بوده‌اند.
نیاز به نگهداری مواد اولیه فصلی، به طوری که برای تمام طول سال کفایت کند، اساس بسیاری از فرهنگ‌های غذایی نروژ است.
سنتی‌های غذایی نروژ، عمدتاً در زمان خودکفایی خانوارها ایجاد شده است؛ یعنی زمانی که هر مزرعه، غذای خود را تولید کرده و از طریق شکار، به دام انداختن و جمع‌آوری دانه و میوه از طبیعت، نیازهای خود را تأمین می‌کرده است.
خودکفایی غذایی در بعضی از روستاهای نروژ تا مدتی در قرن بیستم همچنان برقرار بود و به خصوص در طول جنگ جهانی دوم اهمیت پیدا کرد.
صدها سال است که شاه ماهی شور، یک خوراک روزانه در نروژ است. ابتدا با غلات و سپس با سیب زمینی. در فقر و نیاز، هنگام تمام شدن شاه ماهی شور، از آب نمک باقی مانده استفاده می‌شد.
شاه ماهی را می‌توان با نمک کم (خانگی) ذخیره کرد. با مقادیر بیشتر نمک، فرایند متفاوت شده و شاه ماهی شور بازاری به دست می‌آید.

### پنیر قهوه‌ای
پنیر قهوه‌ای نام رایج برای یکی از محصولات لبنی منحصر به فرد نروژی است. پنیر قهوه‌ای با طعم خاص شیرین خود بسیار ماندگار است.
طبق تعریف سازمان بهداشت جهانی و سازمان غذا و کشاورزی، پنیر قهوه‌ای پنیر واقعی نیست. می‌توان گفت پنیر قهوه‌ای از مایع باقی مانده یا ضایعات تولید پنیر تهیه می‌شود. به غیر از سوئد، پنیر قهوه‌ای در هیچ جای دنیا تولید و مصرف عمومی گسترده ندارد. بسیاری پنیر قهوه‌ای را نمادی از فرهنگ غذایی نروژ، می‌دانند.

## جایزه صلح نوبل
از میان ۵ جایزه نوبل، جایزه صلح تنها موردی است که در کشوری به غیر از سوئد، یعنی در نروژ اعطاء می‌شود. مراسم تقدیم این جایزه از سال ۱۹۰۱م، ابتدا در محل مجلس ملی نروژ و سپس از سال ۱۹۰۵م، در محل کمیته نوبل نروژ و از سال ۱۹۹۰م، در محل شهرداری اسلو به اجرا درآمده است. علت خواست آلفرد نوبل به اجرای مراسم اعطاء جایزه صلح در نروژ مشخص نیست. اما کمیته نوبل نروژ حدس می‌زند که وی، نروژ را که در زمان حیاتش هنوز در اتحاد با سوئد بود به این علت برگزید که نروژ برخلاف سوئد دارای سنت‌های نظامی گری نبود. تا این زمان ۲ ایرانی به نام خانم شیرین عبادی و خانم نرگس محمدی موفق به دریافت این جایزه جهانی شده‌اند.

## تقسیمات کشوری
از ۱ ژانویه ۲۰۲۰ میلادی، و اعمال تقسیمات جدید کشوری، نروژ دارای ۱۱ استان نام برده در زیر است:
1. ویکن
2. اینلاندت
3. وستفولد اوگ تلمارک
4. اگدر
5. روگالاند
6. وستلند
7. موره او رومسدال
8. تروندلاگ
9. نوردلاند
10. ترومس اوگ فینمارک
11. اسلو

تقسیمات پیشین:

از لحاظ تقسیمات کشوری نروژ از ۱۹ استان تشکیل گردیده است که زیر نظر استانداران و شورای منتخب اداره می‌شود. هر استان شامل تعدادی بخشداری (به نروژی: کمون (kommune) است. بیشتر امور جاری محل زیست افراد، توسط این بخشداری‌ها سروسامان می‌گیرد.
1. آکرشوس (Akershus)
2. آست آگدر (Aust-Agder)
3. بوسکرود (Buskerud)
4. فینمارک (Finnmark)
5. هدمارک (Hedmark)
6. هوردالاند (Hordaland)
7. موره او رومسدال (More og Romsdal)
8. نوردلاند (Nordland)
9. نورد تروندلاگ (Nord-Trondelag)
10. اوپلاند (Oppland)
11. اسلو (Oslo)
12. اوستفولد (Ostfold)
13. روگالاند (Rogaland)
14. سون او فیوردانه (Sogn og Fjordane)
15. سور تروندلاگ (Sor-Trondelag)
16. تلمارک (Telemark)
17. ترومس (Troms)
18. وست آگدر (Vest-Agder)
19. وستفولد (Vestfold)

## شهرهای نروژ
فهرست شهرهای نروژ

## رتبه‌های بین‌المللی
شاخص

| شاخص                                                                  | رتبه | شمار کشورهای مورد بررسی |
| --------------------------------------------------------------------- | ---- | ----------------------- |
| شاخص توسعه انسانی ۲۰۱۵                                                | ۱    | ۱۸۷                     |
| نابرابری تعدیل شده شاخص توسعه انسانی ۲۰۱۵                             | ۱    | ۱۵۰                     |
| شاخص زندگی بهتر سازمان همکاری و توسعه اقتصادی ۲۰۱۶                    | ۱    | ۳۸                      |
| شاخص رفاه لگاتوم ۲۰۱۵                                                 | ۱    | ۱۴۲                     |
| شاخص راستکرداری عمومی ۲۰۱۶                                            | ۱    | ۱۰۵                     |
| شاخص مردم‌سالاری ۲۰۱۵                                                  | ۱    | ۱۶۷                     |
| سازمان خانه آزادی - رتبه‌بندی آزادی‌های سیاسی ۲۰۱۶                      | ۱    | ۱۹۵                     |
| سازمان خانه آزادی رتبه‌بندی آزادی‌های مدنی ۲۰۱۶                         | ۱    | ۱۹۵                     |
| گزارش سازمان کودکان را نجات دهید از وضعیت مادران جهان ۲۰۱۵            | ۱    | ۱۷۹                     |
| سرانه کل هزینه بهداشت ۲۰۱۳                                            | ۱    | ۱۸۸                     |
| شاخص شکنندگی حکومت ۲۰۱۶                                               | ۲    | ۱۷۸                     |
| درآمد ناخالص متوسط خانوار توسط مؤسسه گالوپ ۲۰۱۳                       | ۲    | ۱۳۱                     |
| شاخص درآمد متوسط برابر جمعیت بالغ ۲۰۱۴–۲۰۰۹                           | ۲    | ۳۵                      |
| شاخص بین‌المللی حقوق مالکیت ۲۰۱۵                                       | ۲    | ۱۲۹                     |
| کشورهای بستانکار بر پایه جایگاه سرمایه‌گذاری خالص بین‌المللی سرانه ۲۰۱۳ | ۲    | ۱۷                      |
| شاخص رضایت بیمار در نظام بهداشت ۲۰۱۵                                  | ۳    | ۳۵                      |
| شاخص آزادی رسانه ۲۰۱۶                                                 | ۳    | ۱۸۰                     |
| گزارش جهانی فاصله جنسیتی ۲۰۱۵                                         | ۳    | ۱۴۴                     |
| گزارش جهانی شادی ۲۰۱۶                                                 | ۴    | ۱۵۷                     |
| شاخص تسلط به زبان انگلیسی مؤسسه EF 2015                               | ۴    | ۷۰                      |
| شاخص احساس فساد ۲۰۱۵                                                  | ۵    | ۱۷۵                     |
| شاخص آمادگی دیجیتال ۲۰۱۴                                              | ۵    | ۱۴۴                     |
| فهرست کشورها بر پایه هزینه سرانه مصرف نهایی خانوار ۲۰۱۳               | ۵    | ۱۶۳                     |
| شاخص آسانی انجام کسب‌وکار ۲۰۱۷                                         | ۶    | ۱۸۵                     |
| شاخص صلح جهانی ۲۰۱۶                                                   | ۱۷   | ۱۶۳                     |
| شاخص جهانی‌سازی ۲۰۱۵                                                   | ۱۸   | ۲۰۷                     |
| شاخص کارایی تجهیزات ۲۰۱۶                                              | ۲۲   | ۱۶۰                     |
| شاخص آزادی اقتصادی ۲۰۱۵                                               | ۲۷   | ۱۶۷                     |

## نگارخانه

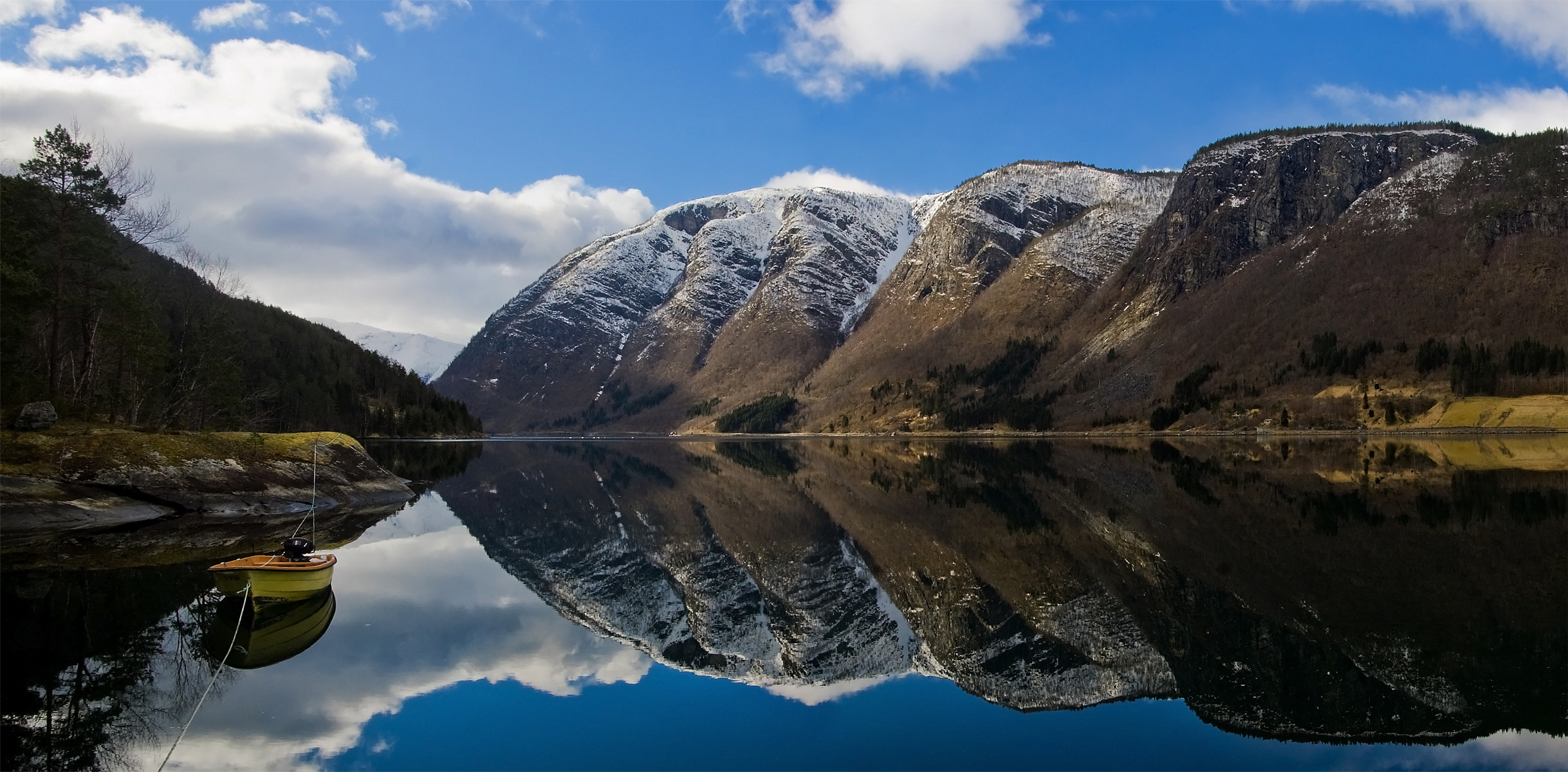
تصویری از کوه‌های یولویکجوردز در یولویک، نروژ
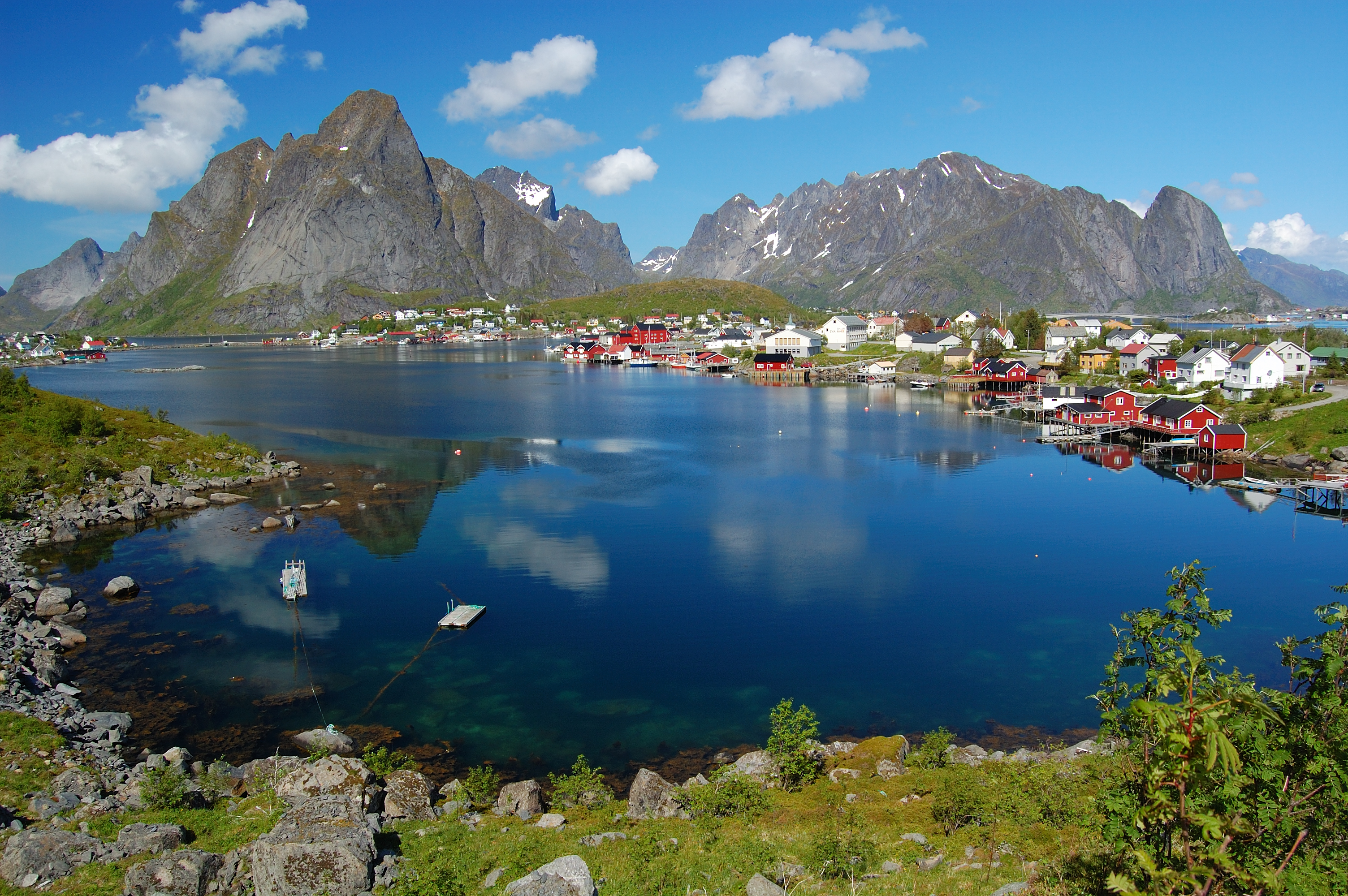
نمایی از روستای رئین در نروژ